# Liste der Kulturdenkmale in Schleswig
In der Liste der Kulturdenkmale in Schleswig sind alle Kulturdenkmale der schleswig-holsteinischen Stadt Schleswig (Kreis Schleswig-Flensburg) und ihrer Ortsteile aufgelistet (Stand: 21. Juli 2025).
Die Bodendenkmale sind in der Liste der Bodendenkmale in Schleswig aufgeführt.

## Legende
In den Spalten befinden sich folgende Informationen:
- Objekt-ID: die Nummer des Kulturdenkmales
- Lage: die Adresse des Kulturdenkmales und die geographischen Koordinaten. Kartenansicht, um Koordinaten zu setzen. In der Kartenansicht sind Kulturdenkmale ohne Koordinaten mit einem roten Marker dargestellt und können in der Karte gesetzt werden. Kulturdenkmale ohne Bild sind mit einem blauen Marker gekennzeichnet, Kulturdenkmale mit Bild mit einem grünen Marker.
- Offizielle Bezeichnung: Bezeichnung des Kulturdenkmales
- Beschreibung: die Beschreibung des Kulturdenkmales
- Bild: ein Bild des Kulturdenkmales

## Schutzzonen
| Objekt-ID | Lage                          | Offizielle Bezeichnung            | Beschreibung | Bild |
| --------- | ----------------------------- | --------------------------------- | --- | ---- |
| 33001     | (54° 30′ 45″ N, 9° 34′ 29″ O) | Fischersiedlung Holm in Schleswig | Der Denkmalbereich umfasst die historische Fischersiedlung Holm einschließlich des ehemaligen Zugangs von der Schleswiger Altstadt (Fischbrückstraße), der der Lage des ehemaligen Steintors entspricht. Der Denkmalbereich wird im Wesentlichen wie folgt begrenzt: 1. im Norden und Nordwesten durch die Fahrbahn der KnudLaward-Straße und einem Geviert an der Fischbrückstraße (Nummer 15, 16 und 18), 2. im Osten durch die Fahrbahnen der Straße Wiesengang und der Grundstücksgrenze des Klosterbereichs St. Johannis am Nienstall, 3. im Südwesten und Süden durch die nördliche Uferlinie der Schlei. - Schutzumfang: Schutzziel und -zweck dieser Verordnung ist es, den Siedlungsgrundriss und das Erscheinungsbild der Siedlung zu erhalten. Diese werden durch die vorhandenen baulichen Anlagen, die kleinteilige Parzellenstruktur, die Gestaltung der Freiflächen, Straßen und Wege, den in der Mitte liegenden Friedhof mit Kapelle und Baumkranz sowie durch die Uferlinie mit den Kahnstellen bestimmt. | BW   |

## Sachgesamtheiten
| Objekt-ID      | Lage                                                                           | Offizielle Bezeichnung          | Beschreibung | Bild                             |
| -------------- | ------------------------------------------------------------------------------ | ------------------------------- | --- | -------------------------------- |
| 52667          | Flensburger Straße 7 (54° 30′ 52″ N, 9° 32′ 46″ O)                             | Kreishaus mit Ausstattung       | Kreishaus mit Ausstattung; erbaut 1894 (Landesbauinspektor Ernst Ehrhardt), erweitert 1913 (Architekt Carl Mannhardt); zweigeschossiger historistischer Putzbau über winkligem Grundriss, steiles schiefergedecktes Walmdach, hohe Sockelzone, Sohlbankgesimsbänder und Fensterrahmungen in Backstein, unregelmäßige Fassadengestaltung mit Erkern, Gauben und Zwerchhäusern, in den Giebeln Zierfachwerk, im Süden stilistisch angepasster, aber reduzierter Erweiterungsbau von 1913 mit mächtigem barockisierendem Portal in rustiziertem Backsteingewände; Wandmalerei-Zyklus von 1926 - Begründung: geschichtlich, künstlerisch, städtebaulich - Schutzumfang: Kreishaus, Wandmalereizyklus im Sitzungssaal | BW                               |
| 33013 Wikidata | Friedrichstraße 7–11, 9, 9b, Kleinberg 2a, 2b, 2 (54° 30′ 20″ N, 9° 32′ 30″ O) | Günderothscher Hof / Scheershof | Günderothscher Hof / Scheershof; ab 1633/1634; vierseitig bebautes Anwesen ursprünglich mit den Privilegien eines adeligen Hofs, in der Tiefe der dominierende Hauptbau, 1634 als herzogliches Gästehaus durch Bauinspektor J. Hecklauer errichtet, gegenüberliegend zur Straße das Torhaus von 1761, zu den Seiten zwei Fachwerk-Nebengebäude des 18. Jahrhunderts, das nördliche gleichzeitig repräsentatives Haupthaus des nach Norden geöffneten, dreiseitig umbauten Nebenhofes Kleinberg 2, zu den Seiten zwei kleine giebelständige Nebengebäude, z. T. in Fachwerk - Begründung: geschichtlich, künstlerisch, städtebaulich - Schutzumfang: Torhaus, Hofplatz (Friedrichstraße 7-11); Haupthaus, Nebengebäude (Friedrichstraße 9, 9b); Haupthaus Nebenhof, westlicher und östlicher Flügelbau, Hofplatz (Kleinberg 2, 2a, 2b) | weitere Fotos \| Fotos hochladen |
| 29084 Wikidata | Hesterberg 46–54 (54° 31′ 6″ N, 9° 32′ 50″ O)                                  | Militärmagazin Hesterberg       | Aktualisierung vorgesehen - Begründung: geschichtlich, wissenschaftlich, städtebaulich - Schutzumfang: Körnerlager, Büro und Gemeinschaftslager, Lagerschuppen, Wagenschuppen, Schuppen, Scheune, Umfassungsmauer | BW                               |
| 40977 Wikidata | Husumer Baum 4a (54° 30′ 4″ N, 9° 32′ 38″ O)                                   | Dreifaltigkeitskirche           | Aktualisierung vorgesehen - Begründung: geschichtlich, künstlerisch, städtebaulich, Kulturlandschaft prägend - Schutzumfang: Dreifaltigkeitskirche, Kirchhof, Grabmale bis 1870, (Böschungs)-mauern aus Granit | weitere Fotos \| Fotos hochladen |
| 52027          | Lollfuß 76, 76a-b, 76a, 76b (54° 30′ 51″ N, 9° 33′ 4″ O)                       | ehem. Brockdorffscher Hof       | Brockdorffscher Hof; 18.-20. Jahrhundert; gewachsenes Ensemble bestehend aus barockem Adelshof mit Terrassengarten und 1850 hier eingerichteter Brauerei mit Sudhaus und Gärkellern, in die 1940 eine Luftschutzrettungsstelle eingebaut wurde - Begründung: geschichtlich, wissenschaftlich, städtebaulich - Schutzumfang: ehem. Brockdorffscher Hof mit Terrassengarten, Mauer mit expressionistischem Brunnen (Lollfuß 76), ehem. Sudhaus (Lollfuß 76a), ehem. Luftschutzrettungsstelle (Lollfuß 76b) | BW                               |
| 47193 Wikidata | Lollfuß 110 (54° 30′ 43″ N, 9° 32′ 47″ O)                                      | ehem. Zollhaus                  | ehem. Zollhaus; 1754; durch den Architekten J. G. Rosenberg als Wohn- und Zollhaus für Zollinspektor G. Rambusch errichtet, repräsentativer zweigeschossiger Backsteinbau mit gepflastertem Vorplatz, rückwärtig als Gartenhaus kleine reetgedeckte Fachwerkkate - Begründung: geschichtlich, künstlerisch, städtebaulich, Kulturlandschaft prägend - Schutzumfang: ehem. Zollhaus, gepflasterter Vorplatz, Gartenhaus | weitere Fotos \| Fotos hochladen |
| 52937 Wikidata | Pastorenstraße 1, 3, 4, 6, 7, 9, 11 (54° 30′ 45″ N, 9° 34′ 11″ O)              | Wohnhäuser Pastorenstraße       | Wohnhäuser Pastorenstraße; ca. 1600 bis 2. Hälfte des 19. Jahrhunderts; Ensemble historisch bedeutender Gebäude im Kontext kirchlicher Wohn- und Funktionsgebäude des Doms St. Petri, ein- und zweigeschossige steinsichtige oder verputzte Fachwerk- und Backsteinhäuser, vorwiegend Walmdächer, heterogene Gestaltung - Begründung: geschichtlich, wissenschaftlich, städtebaulich - Schutzumfang: Wohnhäuser (Pastorenstraße 1, 3, 6, 9), ehem. Kompastorat (Pastorenstraße 4), ehem. Rektorhaus (Pastorenstraße 7), ehem. Hauptpastorat (Pastorenstraße 11) | BW                               |
| 53204 Wikidata | Schleidörfer Straße 5 (54° 31′ 51″ N, 9° 34′ 42″ O)                            | ehem. Butterwerk                | ehem. Butterwerk; 1960–61, Dipl. Ing. A. Hoff für Nordbutter GmbH; Verwaltungsgebäude mit angeschlossenem Produktionstrakt, ein- bis zweigeschossige Stahlbetonskelettbauten mit Backsteinmauerwerk unter Flachdächern, Produktionstrakt mit Durchfahrt, Betriebsraum, Butterei, Labor und Besichtigungsgalerie, Verwaltungsgebäude mit künstlerischer Ausgestaltung, Mosaik und Wandbild von Ernst Günter Hansing - Begründung: geschichtlich, wissenschaftlich, künstlerisch, städtebaulich, technisch - Schutzumfang: Verwaltungs- und Produktionsgebäude, Wandbild, Mosaik | BW                               |
| 40976 Wikidata | Süderdomstraße 2, 11, 13 (54° 30′ 49″ N, 9° 34′ 8″ O)                          | Dom St. Petri                   | Aktualisierung vorgesehen - Begründung: geschichtlich, künstlerisch, städtebaulich, Kulturlandschaft prägend - Schutzumfang: Dom St. Petri mit Ausstattung, Kirchhof, Fürstengruft, (Böschungs)-mauer aus Granit, Lindenkranz, Schwahl (Süderdomstraße 2); ehem. Küsterhaus (Süderdomstraße 11), ehem. Organistenhaus (Süderdomstraße 13) | weitere Fotos \| Fotos hochladen |

## Mehrheit von baulichen Anlagen
| Objekt-ID      | Lage                                                                                 | Offizielle Bezeichnung                       | Beschreibung | Bild            |
| -------------- | ------------------------------------------------------------------------------------ | -------------------------------------------- | --- | --------------- |
| 55584 Wikidata | Domziegelhof 16, 18 (54° 30′ 51″ N, 9° 33′ 20″ O)                                    | Bürgerhäuser Domziegelhof 16-18              | Bürgerhäuser; zw. 1740- 1875; hofbildende Gebäudegruppe aus zwei giebelständigen, in Reihe stehenden Wohnhäusern mit Mansarddach, einem Bürgerhaus mit Satteldach und ehem. Waschhaus mit Räucherei - Begründung: geschichtlich, städtebaulich, Kulturlandschaft prägend - Schutzumfang: Bürgerhaus (Domziegelhof 16), Bürgerhaus, ehem. Waschhaus und Räucherei, Rückgebäude (Domziegelhof 18) | BW              |
| 52551 Wikidata | Gottorfstraße 3, 5 (54° 30′ 33″ N, 9° 32′ 34″ O)                                     | Wohn- und Geschäftshäuser Gottorfstraße 3-5  | Baugruppe Gottorfstraße 3-5; 1712/um 1900; zwei traufständige, zwei- bis dreigeschossige Wohn- und Geschäftshäuser mit klassizistischen bzw. historistischen Putz- und Backsteinfassaden - Begründung: geschichtlich, städtebaulich - Schutzumfang: Wohn- und Geschäftshäuser Gottorfstraße 3, 5 | BW              |
| 37133 Wikidata | Herrenstall 5, 7, 9, 11, 13, 15, Herrenstall (54° 30′ 28″ N, 9° 32′ 34″ O)           | Herrenstall                                  | Reihe von sechs Wohnhäusern mit gegenüberliegender Parkanlage; 2. Hälfte 19. Jh.; aufgelockerte Baureihe aus überwiegend zweigeschossigen Ziegelbauten, geputzte oder geschlämmte Fassaden in historistischen Formen, gegenüberliegende Grünfläche an der Stelle des 1906 verfüllten Mühlenteichs des Schlosses Gottorf mit Husarendenkmal - Begründung: geschichtlich, städtebaulich - Schutzumfang: Wohnhäuser Herrenstall 5, 7, 9, 11, 13, 15, Grünanlage am Herrenstall mit Husarendenkmal                                   | BW              |
| 46977          | Herrenstall 19c, 21, 23 (54° 30′ 23″ N, 9° 32′ 34″ O)                                | Baugruppe Herrenstall 19c-23                 | Baugruppe Herrenstall 19c-23; 1893-1899, Planung August Thomsen und Heinrich Landsmann für Johann Petersen; Reihe von drei villenartigen Wohnhäusern auf Flächen der ehem. herzoglichen Gärten, zweigeschossige, für großbürgerliche Klientel individualisierte, repräsentative späthistoristische Putzbauten - Begründung: geschichtlich, künstlerisch, städtebaulich - Schutzumfang: Wohnhäuser Herrenstall 19c, 21, 23 | BW              |
| 40538          | Kornmarkt 1, 3, 5, 7 (54° 31′ 2″ N, 9° 34′ 3″ O)                                     | Wohn- und Geschäftshäuser Kornmarkt 1-7      | Wohn- und Geschäftshäuser; 18.-19. Jh.; stadthistorisch bedeutsame, ortsbildprägende Abfolge von giebelständigen, zweigeschossigen Wohn- und Geschäftsgebäuden mit Satteldach und Resten der frühneuzeitlichen, vor allem jedoch der Fassadengestaltung des ausgehenden 19. Jh. - Begründung: geschichtlich, städtebaulich - Schutzumfang: Wohn- und Geschäftshäuser Kornmarkt 1, 3, 5, 7 | BW              |
| 39991 Wikidata | Lange Straße 38, 40, 42 (54° 30′ 59″ N, 9° 34′ 10″ O)                                | Wohn- und Geschäftshäuser Lange Straße 38–42 | Lange Straße 38-42; Reihe von drei Wohn- und Geschäftshäusern am nördlichen Ende der Langen Straße im Übergang zum Gallberg, geschlossene Baugruppe aus zwei giebelständigen Bürgerhäusern des 18. Jhs. und abschließendem Eckgebäude der Zeit um 1900 - Begründung: geschichtlich, städtebaulich - Schutzumfang: Wohn- und Geschäftshäuser Lange Straße 38, 40, 42 | BW              |
| 39999 Wikidata | Lange Straße 39, 41, (54° 31′ 0″ N, 9° 34′ 10″ O)                                    | Wohnhäuser Lange Straße 39–41                | Doppelwohnhaus; 1. Hälfte 19. Jh.; an Straßenecke zu Am Kälberteich gelegener, traufenständiger Backsteinbau mit zwei Ansichtsseiten. Klassizistische Gestaltung. Erdgeschoss mit Putzrustika, Eingangstüren übergiebelt, korbbogige Durchfahrt, Kranzgesims. Nr. 39 vierachsig mit Rückflügel; Nr. 41 mit abgerundeter Ecke. Im Innern stuckierte Deckenprofile und gewölbte Kellerräume - Begründung: geschichtlich, städtebaulich - Schutzumfang: Wohnhäuser Lange Straße 39, 41                                              | Fotos hochladen |
| 47103 Wikidata | Lange Straße 18, 20, 22, 24, 26, 28, Kurze Straße 1, 3 (54° 30′ 56″ N, 9° 34′ 11″ O) | Wohn- und Geschäftshäuser Lange Straße 18-28 | Wohn- und Geschäftshäuser Lange Straße 18-28; 16./18. Jh.; Reihe aus sechs Bürgerhäusern in geschlossener Bebauung, in der Mehrzahl giebelständige Bauten, teils mit jüngeren Putzfassaden, repräsentativer Abschnitt der östlichen Bebauung des ehemaligen Hauptverkehrsweges Schleswigs - Begründung: geschichtlich, wissenschaftlich, städtebaulich - Schutzumfang: Wohn- und Geschäftshäuser (Lange Straße 24, 26, 28), Rückflügel zu Lange Straße 26 (Kurze Straße 3), Wohnhäuser (Kurze Straße 1, Lange Straße 18, 20, 22) | BW              |
| 47231 Wikidata | Lollfuß 48, 50, 50a, 52, 54, 56 (54° 30′ 53″ N, 9° 33′ 11″ O)                        | Wohn- und Geschäftshäuser Lollfuß 48-56      | Wohn- und Geschäftshäuser Lollfuß 48-56; um 1820 - vor 1888; Gruppe der hofbildenden Neubebauung der ehem. Schleswiger Fayence-Manufaktur und von daran anschließenden zwei-dreigeschossigen Wohn- und Geschäftshäusern aus der Ära der bürgerlichen Verstädterung und baulichen Erneuerung des Lollfuß im 19. Jh. - Begründung: geschichtlich, städtebaulich - Schutzumfang: Wohn- und Geschäftshäuser Lollfuß 50, 52, 56, Wohnhäuser Lollfuß 48, 50a, 54                                                                       | BW              |
| 47564 Wikidata | Rathausmarkt 9, 10 (54° 30′ 50″ N, 9° 34′ 17″ O)                                     | Wohngebäude und Gaststätte                   | Wohngebäude und Gaststätte; vor 1884; historisch bedeutsame, ortsbildprägende Baugruppe von traufständigen, zweigeschossigen Wohngebäuden mit Satteldach und der Gaststätte „Senatorkroog“ im Stadtzentrum Schleswigs - Begründung: geschichtlich, städtebaulich - Schutzumfang: Gasthaus „Senatorkroog“ (Rathausmarkt 9), Gaststätte „Senatorkroog“ (Rathausmarkt 10) | BW              |

## Bauliche Anlagen
| Objekt-ID      | Lage                                                        | Offizielle Bezeichnung                                                | Beschreibung | Bild                             |
| -------------- | ----------------------------------------------------------- | --------------------------------------------------------------------- | --- | -------------------------------- |
| 10659 Wikidata | Am Damm 1 (54° 31′ 24″ N, 9° 33′ 54″ O)                     | LKH Stadtfeld: ehem. Männer-Haupthaus (Verwaltung)                    | Alteintragung (Aktualisierung vorgesehen) - Begründung: Alteintragung (Aktualisierung vorgesehen) - Schutzumfang: Alteintragung (Aktualisierung vorgesehen) - Denkmaltyp: Bauliche Anlage | BW                               |
| 9604 Wikidata  | Am St. Johanniskloster 2–2b (54° 30′ 43″ N, 9° 34′ 38″ O)   | Kloster St. Johannis: Wohnhaus Pastor / Kantor / Prediger             | Alteintragung (Aktualisierung vorgesehen) - Begründung: geschichtlich, städtebaulich - Schutzumfang: Alteintragung (Aktualisierung vorgesehen) - Denkmaltyp: Bauliche Anlage | weitere Fotos \| Fotos hochladen |
| 9326 Wikidata  | Am St. Johanniskloster 4 (54° 30′ 43″ N, 9° 34′ 42″ O)      | Kloster St. Johannis: Haus des Klosterprobsten                        | Alteintragung (Aktualisierung vorgesehen) - Begründung: geschichtlich, städtebaulich - Schutzumfang: Alteintragung (Aktualisierung vorgesehen) - Denkmaltyp: Bauliche Anlage | weitere Fotos \| Fotos hochladen |
| 26534 Wikidata | Am St. Johanniskloster 4 (54° 30′ 42″ N, 9° 34′ 42″ O)      | Kloster St. Johannis: Stall an der Klostermauer                       | Alteintragung (Aktualisierung vorgesehen) - Begründung: geschichtlich, städtebaulich - Schutzumfang: Alteintragung (Aktualisierung vorgesehen) - Denkmaltyp: Bauliche Anlage | BW                               |
| 9605 Wikidata  | Am St. Johanniskloster 6 (54° 30′ 41″ N, 9° 34′ 42″ O)      | Kloster St. Johannis: ehem. Priörinnenhaus                            | Alteintragung (Aktualisierung vorgesehen) - Begründung: geschichtlich, städtebaulich - Schutzumfang: Alteintragung (Aktualisierung vorgesehen) - Denkmaltyp: Bauliche Anlage | weitere Fotos \| Fotos hochladen |
| 9606 Wikidata  | Am St. Johanniskloster 8 (54° 30′ 40″ N, 9° 34′ 42″ O)      | Kloster St. Johannis: Konventualinnenhaus                             | Alteintragung (Aktualisierung vorgesehen) - Begründung: geschichtlich, städtebaulich - Schutzumfang: Alteintragung (Aktualisierung vorgesehen) - Denkmaltyp: Bauliche Anlage | Fotos hochladen                  |
| 9607 Wikidata  | Am St. Johanniskloster 8a (54° 30′ 40″ N, 9° 34′ 41″ O)     | Kloster St. Johannis: Stall- und Wohngebäude                          | Alteintragung (Aktualisierung vorgesehen) - Begründung: geschichtlich, städtebaulich - Schutzumfang: Alteintragung (Aktualisierung vorgesehen) - Denkmaltyp: Bauliche Anlage | weitere Fotos \| Fotos hochladen |
| 9609 Wikidata  | Am St. Johanniskloster 10 (54° 30′ 40″ N, 9° 34′ 44″ O)     | Kloster St. Johannis: östliches Stallgebäude                          | Alteintragung (Aktualisierung vorgesehen) - Begründung: geschichtlich, städtebaulich - Schutzumfang: Alteintragung (Aktualisierung vorgesehen) - Denkmaltyp: Bauliche Anlage | Fotos hochladen                  |
| 9608 Wikidata  | Am St. Johanniskloster 10–10a (54° 30′ 40″ N, 9° 34′ 44″ O) | Kloster St. Johannis: Konventualinnenhaus mit Wirtschaftsgebäude      | Alteintragung (Aktualisierung vorgesehen) - Begründung: geschichtlich, städtebaulich - Schutzumfang: Alteintragung (Aktualisierung vorgesehen) - Denkmaltyp: Bauliche Anlage | weitere Fotos \| Fotos hochladen |
| 9603 Wikidata  | Am St. Johanniskloster 12–12b (54° 30′ 42″ N, 9° 34′ 43″ O) | Kloster St. Johannis: Klösterliches Amtshaus                          | Alteintragung (Aktualisierung vorgesehen) - Begründung: geschichtlich - Schutzumfang: Alteintragung (Aktualisierung vorgesehen) - Denkmaltyp: Bauliche Anlage | weitere Fotos \| Fotos hochladen |
| 9602 Wikidata  | Am St. Johanniskloster 14–16b (54° 30′ 41″ N, 9° 34′ 45″ O) | Kloster St. Johannis: Klausurgebäude mit Schwahl, Remter und Kapitels | Alteintragung (Aktualisierung vorgesehen) - Begründung: geschichtlich, wissenschaftlich, künstlerisch, städtebaulich - Schutzumfang: Alteintragung (Aktualisierung vorgesehen) - Denkmaltyp: Bauliche Anlage | weitere Fotos \| Fotos hochladen |
| 9601 Wikidata  | Am St. Johanniskloster (54° 30′ 42″ N, 9° 34′ 44″ O)        | Kloster St. Johannis: Klosterkirche mit Ausstattung                   | Alteintragung (Aktualisierung vorgesehen) - Begründung: geschichtlich, künstlerisch, städtebaulich - Schutzumfang: Alteintragung (Aktualisierung vorgesehen) - Denkmaltyp: Bauliche Anlage | weitere Fotos \| Fotos hochladen |
| 9614 Wikidata  | Am St. Johanniskloster (54° 30′ 43″ N, 9° 34′ 42″ O)        | Pflasterstraße                                                        | Alteintragung (Aktualisierung vorgesehen) - Begründung: geschichtlich, städtebaulich - Schutzumfang: Alteintragung (Aktualisierung vorgesehen) - Denkmaltyp: Bauliche Anlage | BW                               |
| 9612 Wikidata  | Am St. Johanniskloster (54° 30′ 42″ N, 9° 34′ 44″ O)        | Kloster St. Johannis: Hofpflasterung                                  | Alteintragung (Aktualisierung vorgesehen) - Begründung: geschichtlich, städtebaulich - Schutzumfang: Alteintragung (Aktualisierung vorgesehen) - Denkmaltyp: Bauliche Anlage | Fotos hochladen                  |
| 9613 Wikidata  | Am St. Johanniskloster (54° 30′ 42″ N, 9° 34′ 43″ O)        | Kloster St. Johannis: Klostermauer                                    | Alteintragung (Aktualisierung vorgesehen) - Begründung: geschichtlich, städtebaulich - Schutzumfang: Alteintragung (Aktualisierung vorgesehen) - Denkmaltyp: Bauliche Anlage | BW                               |
| 3117 Wikidata  | Bahnhofstraße 29 (54° 30′ 0″ N, 9° 32′ 16″ O)               | Bahnhofsgebäude                                                       | Alteintragung (Aktualisierung vorgesehen) - Begründung: Alteintragung (Aktualisierung vorgesehen) - Schutzumfang: Alteintragung (Aktualisierung vorgesehen) - Denkmaltyp: Bauliche Anlage | weitere Fotos \| Fotos hochladen |
| 8509 Wikidata  | Bellmannstraße 26 (54° 31′ 6″ N, 9° 33′ 19″ O)              | ehem. Landbauschule                                                   | Alteintragung (Aktualisierung vorgesehen) - Begründung: Alteintragung (Aktualisierung vorgesehen) - Schutzumfang: Alteintragung (Aktualisierung vorgesehen) - Denkmaltyp: Bauliche Anlage | BW                               |
| 8510 Wikidata  | Bellmannstraße 30 (54° 31′ 5″ N, 9° 33′ 15″ O)              | Bellmann-Turnhalle                                                    | Alteintragung (Aktualisierung vorgesehen) - Begründung: Alteintragung (Aktualisierung vorgesehen) - Schutzumfang: Alteintragung (Aktualisierung vorgesehen) - Denkmaltyp: Bauliche Anlage | BW                               |
| 1196 Wikidata  | Brockdorff-Rantzau-Straße 70 (54° 30′ 22″ N, 9° 31′ 29″ O)  | Schloß Annettenhöh                                                    | Alteintragung (Aktualisierung vorgesehen) - Begründung: Alteintragung (Aktualisierung vorgesehen) - Schutzumfang: Alteintragung (Aktualisierung vorgesehen) - Denkmaltyp: Bauliche Anlage | weitere Fotos \| Fotos hochladen |
| 7967 Wikidata  | Capitolplatz 7 (54° 31′ 0″ N, 9° 33′ 53″ O)                 | ehem. Geltinghof                                                      | Alteintragung (Aktualisierung vorgesehen) - Begründung: Alteintragung (Aktualisierung vorgesehen) - Schutzumfang: Alteintragung (Aktualisierung vorgesehen) - Denkmaltyp: Bauliche Anlage | weitere Fotos \| Fotos hochladen |
| 8511 Wikidata  | Chemnitzstraße 55 – 57 (54° 31′ 1″ N, 9° 33′ 13″ O)         | Doppelhaus                                                            | Alteintragung (Aktualisierung vorgesehen) - Begründung: geschichtlich, künstlerisch, städtebaulich - Schutzumfang: Alteintragung (Aktualisierung vorgesehen) - Denkmaltyp: Bauliche Anlage | BW                               |
| 47660 Wikidata | Domziegelhof 16 (54° 30′ 52″ N, 9° 33′ 20″ O)               | Bürgerhaus                                                            | Bürgerhaus; zw. 1800-1825; traufständiger zweigeschossiger, vierachsiger, seitlich erschlossener Gelbsteinbau mit ziegelgedecktem, steilem Satteldach, straßenseitig klassizistische Putzgliederung - Begründung: geschichtlich, städtebaulich - Schutzumfang: Bürgerhaus, - Denkmaltyp: Bauliche Anlage, Mehrheit von baulichen Anlagen: Bürgerhäuser Domziegelhof 16-18 | BW                               |
| 13019 Wikidata | Domziegelhof 18 (54° 30′ 52″ N, 9° 33′ 19″ O)               | Bürgerhaus                                                            | Bürgerhaus; zw. 1740 und 1800; giebelständiger eingeschossiger, hofseitig erschlossener Gelbsteinbau auf Granitquadersockel mit hohem, pfannengedecktem Mansarddach, mit kleinem Küchenanbau - Begründung: geschichtlich, städtebaulich, Kulturlandschaft prägend - Schutzumfang: Bürgerhaus, - Denkmaltyp: Bauliche Anlage, Mehrheit von baulichen Anlagen: Bürgerhäuser Domziegelhof 16-18 | BW                               |
| 12722 Wikidata | Dr.-Kirchhoff-Platz 1 (54° 31′ 15″ N, 9° 34′ 11″ O)         | Einfamilienhaus                                                       | Alteintragung (Aktualisierung vorgesehen) - Begründung: Alteintragung (Aktualisierung vorgesehen) - Schutzumfang: Alteintragung (Aktualisierung vorgesehen) - Denkmaltyp: Bauliche Anlage | Fotos hochladen                  |
| 12723 Wikidata | Dr.-Kirchhoff-Platz 2 – 4 (54° 31′ 15″ N, 9° 34′ 12″ O)     | Doppelhaus                                                            | Alteintragung (Aktualisierung vorgesehen) - Begründung: Alteintragung (Aktualisierung vorgesehen) - Schutzumfang: Alteintragung (Aktualisierung vorgesehen) - Denkmaltyp: Bauliche Anlage | Fotos hochladen                  |
| 12724 Wikidata | Dr.-Kirchhoff-Platz 3 – 5 (54° 31′ 15″ N, 9° 34′ 10″ O)     | Doppelhaus                                                            | Alteintragung (Aktualisierung vorgesehen) - Begründung: Alteintragung (Aktualisierung vorgesehen) - Schutzumfang: Alteintragung (Aktualisierung vorgesehen) - Denkmaltyp: Bauliche Anlage | Fotos hochladen                  |
| 12725 Wikidata | Dr.-Kirchhoff-Platz 6 – 8 (54° 31′ 16″ N, 9° 34′ 12″ O)     | Doppelhaus                                                            | Alteintragung (Aktualisierung vorgesehen) - Begründung: Alteintragung (Aktualisierung vorgesehen) - Schutzumfang: Alteintragung (Aktualisierung vorgesehen) - Denkmaltyp: Bauliche Anlage | Fotos hochladen                  |
| 12727 Wikidata | Dr.-Kirchhoff-Platz 7 – 9 (54° 31′ 16″ N, 9° 34′ 10″ O)     | Doppelhaus                                                            | Alteintragung (Aktualisierung vorgesehen) - Begründung: Alteintragung (Aktualisierung vorgesehen) - Schutzumfang: Alteintragung (Aktualisierung vorgesehen) - Denkmaltyp: Bauliche Anlage | Fotos hochladen                  |
| 12728 Wikidata | Dr.-Kirchhoff-Platz 10 – 12 (54° 31′ 17″ N, 9° 34′ 12″ O)   | Doppelhaus                                                            | Alteintragung (Aktualisierung vorgesehen) - Begründung: Alteintragung (Aktualisierung vorgesehen) - Schutzumfang: Alteintragung (Aktualisierung vorgesehen) - Denkmaltyp: Bauliche Anlage | Fotos hochladen                  |
| 12729 Wikidata | Dr.-Kirchhoff-Platz 11 – 13 (54° 31′ 17″ N, 9° 34′ 10″ O)   | Doppelhaus                                                            | Alteintragung (Aktualisierung vorgesehen) - Begründung: Alteintragung (Aktualisierung vorgesehen) - Schutzumfang: Alteintragung (Aktualisierung vorgesehen) - Denkmaltyp: Bauliche Anlage | Fotos hochladen                  |
| 9208 Wikidata  | Fehrsstraße 18 (54° 30′ 58″ N, 9° 33′ 16″ O)                | Wohnhaus                                                              | Alteintragung (Aktualisierung vorgesehen) - Begründung: geschichtlich, künstlerisch, städtebaulich - Schutzumfang: gesamtes Objekt - Denkmaltyp: Bauliche Anlage | BW                               |
| 13018          | Fischbrückstraße 3 (54° 30′ 50″ N, 9° 34′ 22″ O)            | Wohn- und Geschäftshaus                                               | Wohn- und Geschäftshaus; 1781; zweigeschossiges, giebelständiges Bürgerhaus mit Gewerbe, Fachwerkbau mit pfannengedecktem Halbwalmdach, massiver Westgiebel mit Putzgliederung des 19. Jh. - Begründung: geschichtlich, städtebaulich, Kulturlandschaft prägend - Schutzumfang: Wohn- und Geschäftshaus, - Denkmaltyp: Bauliche Anlage | weitere Fotos \| Fotos hochladen |
| 13016          | Flensburger Straße 7 (54° 30′ 53″ N, 9° 32′ 45″ O)          | Kreishaus                                                             | Kreishaus; 1894, erw. 1913, Königl. Reichsbaumeister E. Erhardt, Architekt C. Mannhardt; zweigeschossiger historistischer Putzbau über winkligem Grundriss, steiles schiefergedecktes Walmdach, hohe Sockelzone, Sohlbankgesimsbänder und Fensterrahmungen in Backstein, unregelmäßige Fassadengestaltung mit Erkern, Gauben und Zwerchhäusern, in den Giebeln Zierfachwerk, im Süden stilistisch angepasster, aber reduzierter Erweiterungsbau von 1913 mit mächtigem barockisierendem Portal in rustiziertem Backsteingewände - Begründung: geschichtlich, städtebaulich - Schutzumfang: gesamtes Objekt - Denkmaltyp: Bauliche Anlage, Sachgesamtheit: Kreishaus mit Ausstattung | BW                               |
| 12518 Wikidata | Flensburger Straße 9 (54° 31′ 0″ N, 9° 32′ 42″ O)           | Villa Schöneck                                                        | Alteintragung (Aktualisierung vorgesehen) - Begründung: Alteintragung (Aktualisierung vorgesehen) - Schutzumfang: Alteintragung (Aktualisierung vorgesehen) - Denkmaltyp: Bauliche Anlage | Fotos hochladen                  |
| 7969 Wikidata  | Flensburger Straße 28 (54° 31′ 3″ N, 9° 32′ 40″ O)          | Wohnhaus                                                              | Villa, 1881–82, von J. F. Andresen, eingeschossiger Traufseitbau mit Satteldach, erhöhten Eckrisaliten und aufwändiger Stuckgliederung; rückseitig über Verbindungsbau angeschlossen, zweigeschossiger Querbau mit Pultdach, gleichzeitig; 1923 Umbau mit polygonalem Mittelerker, Windfang und Erweiterung des Innendekors im Jugendstil und Staketenzaun - Begründung: geschichtlich, künstlerisch, städtebaulich - Schutzumfang: Villa, Staketenzaun mit Tor - Denkmaltyp: Bauliche Anlage | BW                               |
| 26536 Wikidata | Flensburger Straße (54° 31′ 14″ N, 9° 32′ 36″ O)            | Gedenkkapelle                                                         | Alteintragung (Aktualisierung vorgesehen) - Begründung: Alteintragung (Aktualisierung vorgesehen) - Schutzumfang: Alteintragung (Aktualisierung vorgesehen) - Denkmaltyp: Bauliche Anlage | BW                               |
| 3690 Wikidata  | Friedrichstraße 7–11 (54° 30′ 20″ N, 9° 32′ 29″ O)          | Torhaus                                                               | Torhaus; 1675; zweigeschossiger Backstein-Torturm auf quadratischem Grundriss mit niedrigem pfannengedecktem Zeltdach, darunter rundbogige Durchfahrt mit dorischen Pilastern und geradem Gebälk, sowie von Löwen gehaltene Sandstein-Wappenkartusche (v. Brockdorff-Wappen) mit Inschrifttafel, von zwei eingeschossigen Traufenhäusern von 1827 und 1932 flankiert - Begründung: geschichtlich, künstlerisch, städtebaulich - Schutzumfang: gesamtes Objekt - Denkmaltyp: Bauliche Anlage, Sachgesamtheit: Günderothscher Hof / Scheershof | Fotos hochladen                  |
| 9074 Wikidata  | Friedrichstraße (54° 30′ 20″ N, 9° 32′ 31″ O)               | Haupthaus                                                             | Haupthaus; 1633/34, Bauinspektor J. Hecklauer; urspr. als herzogliches Gästehaus errichtet, repräsentatives dreigeschossiges Backstein-Traufenhaus mit pfannengedecktem Satteldach, schlichte Gliederung mit umlaufendem Kranzgesims, Stichbogenblenden und Zierankern, nachträglich angesetzte verkürzte Stützpfeiler, in der Frontmitte rundbogiges Portal mit Rokokotür über geschweifter Freitreppe, darüber Wappentafel, Firstschornsteine an den Schmalseitenmitten, Rückseite mit übergiebeltem, rechteckigem Treppenturm und zwei seitlichen Abortpfeilern, wertige Ausstattung im Innern, gewölbte Keller - Begründung: geschichtlich, künstlerisch, städtebaulich - Schutzumfang: gesamtes Objekt - Denkmaltyp: Bauliche Anlage, Sachgesamtheit: Günderothscher Hof / Scheershof         | Fotos hochladen                  |
| 9076 Wikidata  | Friedrichstraße 9 b (54° 30′ 21″ N, 9° 32′ 30″ O)           | Nebengebäude                                                          | Nebengebäude; 2. Hälfte 18. Jh.; zweigeschossiger den Hofplatz nach Süden begrenzender Fachwerkbau mit pfannengedecktem Satteldach, wohl ehem. Pferdestall - Begründung: geschichtlich, städtebaulich - Schutzumfang: gesamtes Objekt - Denkmaltyp: Bauliche Anlage, Sachgesamtheit: Günderothscher Hof / Scheershof | Fotos hochladen                  |
| 3691 Wikidata  | Friedrichstraße 36 (54° 30′ 14″ N, 9° 32′ 29″ O)            | Wohnhaus                                                              | Alteintragung (Aktualisierung vorgesehen) - Begründung: Alteintragung (Aktualisierung vorgesehen) - Schutzumfang: Alteintragung (Aktualisierung vorgesehen) - Denkmaltyp: Bauliche Anlage | Fotos hochladen                  |
| 3694 Wikidata  | Friedrichstraße 54 (54° 30′ 9″ N, 9° 32′ 29″ O)             | Wohn- und Geschäftshaus                                               | Alteintragung (Aktualisierung vorgesehen) - Begründung: Alteintragung (Aktualisierung vorgesehen) - Schutzumfang: Alteintragung (Aktualisierung vorgesehen) - Denkmaltyp: Bauliche Anlage | Fotos hochladen                  |
| 3695 Wikidata  | Friedrichstraße 56 (54° 30′ 8″ N, 9° 32′ 31″ O)             | Wohn- und Geschäftshaus                                               | Alteintragung (Aktualisierung vorgesehen) - Begründung: Alteintragung (Aktualisierung vorgesehen) - Schutzumfang: Alteintragung (Aktualisierung vorgesehen) - Denkmaltyp: Bauliche Anlage | Fotos hochladen                  |
| 47350          | Friedrichstraße 59 (54° 30′ 9″ N, 9° 32′ 32″ O)             | Wohn- und Geschäftshaus                                               | Wohn- und Geschäftshaus; 1897, Architekt P. Engel; zweigeschossiger traufständiger Putzbau mit Mansard-Satteldach, Seitenrisalit mit Durchfahrt, Fassade gliedert durch Rundbögen, Formen des Jugendstils - Begründung: geschichtlich, städtebaulich - Schutzumfang: gesamtes Objekt - Denkmaltyp: Bauliche Anlage | BW                               |
| 3697 Wikidata  | Friedrichstraße 60 (54° 30′ 8″ N, 9° 32′ 33″ O)             | Wohnhaus                                                              | Alteintragung (Aktualisierung vorgesehen) - Begründung: Alteintragung (Aktualisierung vorgesehen) - Schutzumfang: Alteintragung (Aktualisierung vorgesehen) - Denkmaltyp: Bauliche Anlage | Fotos hochladen                  |
| 3698 Wikidata  | Friedrichstraße 73 (54° 30′ 9″ N, 9° 32′ 36″ O)             | Taubstummenheim                                                       | Alteintragung (Aktualisierung vorgesehen) - Begründung: geschichtlich, städtebaulich - Schutzumfang: gesamtes Äußeres - Denkmaltyp: Bauliche Anlage | Fotos hochladen                  |
| 2668 Wikidata  | Friedrichstraße 77 (54° 30′ 9″ N, 9° 32′ 38″ O)             | Wohnhaus                                                              | Alteintragung (Aktualisierung vorgesehen) - Begründung: geschichtlich, städtebaulich - Schutzumfang: gesamtes Äußeres - Denkmaltyp: Bauliche Anlage | Fotos hochladen                  |
| 3699 Wikidata  | Friedrichstraße 82 (54° 30′ 6″ N, 9° 32′ 39″ O)             | Wohnhaus                                                              | Alteintragung (Aktualisierung vorgesehen) - Begründung: geschichtlich, städtebaulich - Schutzumfang: gesamtes Äußeres - Denkmaltyp: Bauliche Anlage | Fotos hochladen                  |
| 3700 Wikidata  | Friedrichstraße 86 (54° 30′ 5″ N, 9° 32′ 41″ O)             | Gosch's Gasthof                                                       | Alteintragung (Aktualisierung vorgesehen) - Begründung: geschichtlich, städtebaulich - Schutzumfang: gesamtes Äußeres - Denkmaltyp: Bauliche Anlage | Fotos hochladen                  |
| 3701 Wikidata  | Friedrichstraße 103 (54° 30′ 6″ N, 9° 32′ 47″ O)            | Bugenhagenschule mit Turnhalle                                        | Bugenhagenschule mit Turnhalle; 1926–28, Stadtbaurat J. Petersen; breit gelagerter, dreigeschossiger Klinkerbau mit hohem Walmdach und mittigem Zwillingsdachreiter, seitliche eingeschossige Vorhallen, sparsames keramisches Dekor und violett gefärbte Fugen; freistehende Turnhalle rechtwinklig zur Schule - Begründung: geschichtlich, künstlerisch, städtebaulich - Schutzumfang: Bugenhagenschule mit Turnhalle, - Denkmaltyp: Bauliche Anlage | Fotos hochladen                  |
| 3702 Wikidata  | Friedrichstraße 106 (54° 30′ 1″ N, 9° 32′ 47″ O)            | Wohnhaus                                                              | Alteintragung (Aktualisierung vorgesehen) - Begründung: geschichtlich, städtebaulich - Schutzumfang: gesamtes Äußeres - Denkmaltyp: Bauliche Anlage | Fotos hochladen                  |
| 12998 Wikidata | Friedrichstraße 130 (54° 29′ 57″ N, 9° 32′ 51″ O)           | Friedrichsberger Bürgerstift                                          | Alteintragung (Aktualisierung vorgesehen) - Begründung: geschichtlich, wissenschaftlich - Schutzumfang: gesamtes Objekt - Denkmaltyp: Bauliche Anlage | BW                               |
| 3685 Wikidata  | Friedrichstraße 130 (54° 29′ 56″ N, 9° 32′ 52″ O)           | Kriegerdenkmal 1850/51                                                | Alteintragung (Aktualisierung vorgesehen) - Begründung: Alteintragung (Aktualisierung vorgesehen) - Schutzumfang: Alteintragung (Aktualisierung vorgesehen) - Denkmaltyp: Bauliche Anlage | Fotos hochladen                  |
| 3703 Wikidata  | Gallberg 3 (54° 31′ 1″ N, 9° 34′ 8″ O)                      | Freins’sches Haus                                                     | Alteintragung (Aktualisierung vorgesehen) - Begründung: geschichtlich, städtebaulich - Schutzumfang: gesamtes Objekt - Denkmaltyp: Bauliche Anlage | weitere Fotos \| Fotos hochladen |
| 3704 Wikidata  | Gallberg 4 (54° 31′ 1″ N, 9° 34′ 10″ O)                     | ehem. Schmiedenhof                                                    | Alteintragung (Aktualisierung vorgesehen) - Begründung: Alteintragung (Aktualisierung vorgesehen) - Schutzumfang: Alteintragung (Aktualisierung vorgesehen) - Denkmaltyp: Bauliche Anlage | weitere Fotos \| Fotos hochladen |
| 8513 Wikidata  | Gallberg 47 (54° 31′ 11″ N, 9° 34′ 13″ O)                   | Asmus-Jacob-Carstens-Schule                                           | Alteintragung (Aktualisierung vorgesehen) - Begründung: Alteintragung (Aktualisierung vorgesehen) - Schutzumfang: Alteintragung (Aktualisierung vorgesehen) - Denkmaltyp: Bauliche Anlage | weitere Fotos \| Fotos hochladen |
| 3687 Wikidata  | Gottorfstraße 2 (54° 30′ 27″ N, 9° 32′ 28″ O)               | Gedenkstein v. Bjelke                                                 | Alteintragung (Aktualisierung vorgesehen) - Begründung: Alteintragung (Aktualisierung vorgesehen) - Schutzumfang: Alteintragung (Aktualisierung vorgesehen) - Denkmaltyp: Bauliche Anlage | BW                               |
| 3706 Wikidata  | Gottorfstraße 2 (54° 30′ 29″ N, 9° 32′ 28″ O)               | Oberlandesgericht                                                     | Alteintragung (Aktualisierung vorgesehen) - Begründung: Alteintragung (Aktualisierung vorgesehen) - Schutzumfang: Alteintragung (Aktualisierung vorgesehen) - Denkmaltyp: Bauliche Anlage | weitere Fotos \| Fotos hochladen |
| 55567 Wikidata | Gottorfstraße 2 (54° 30′ 30″ N, 9° 32′ 30″ O)               | Mahnmal "Der Gehenkte"                                                | Mahnmal „Der Gehenkte“; 1993, von Waldemar Otto; vor dem Gerichtsportal freistehende Darstellung eines durch Hängen hingerichteten Mannes auf würfelförmiger Plinthe, Bronzeguss, Höhe 200 Zentimeter - Begründung: geschichtlich, künstlerisch, städtebaulich - Schutzumfang: Mahnmal "Der Gehenkte", - Denkmaltyp: Bauliche Anlage | weitere Fotos \| Fotos hochladen |
| 10921 Wikidata | Gottorfstraße 4 (54° 30′ 24″ N, 9° 32′ 25″ O)               | ehem. Fürsens Hof                                                     | Alteintragung (Aktualisierung vorgesehen) - Begründung: geschichtlich, wissenschaftlich, städtebaulich - Schutzumfang: gesamtes Objekt - Denkmaltyp: Bauliche Anlage | BW                               |
| 12993          | Gottorfstraße 9 (54° 30′ 32″ N, 9° 32′ 33″ O)               | ehem. Gottorfer Wassermühle                                           | ehem. Gottorfer Wassermühle; 1594/1913; zweigeschossiger, traufständiger Putzbau über Souterrain aus Granitquadern, pfannengedecktes Satteldach, dreiachsiger übergiebelter Mittelrisalit, schmiedeeiserne Maueranker - Begründung: geschichtlich, städtebaulich - Schutzumfang: gesamtes Objekt - Denkmaltyp: Bauliche Anlage | BW                               |
| 8416 Wikidata  | Gottorfstraße 13 (54° 30′ 23″ N, 9° 32′ 30″ O)              | ehem. Amtshaus                                                        | Alteintragung (Aktualisierung vorgesehen) - Begründung: Alteintragung (Aktualisierung vorgesehen) - Schutzumfang: Alteintragung (Aktualisierung vorgesehen) - Denkmaltyp: Bauliche Anlage | Fotos hochladen                  |
| 12989 Wikidata | Herrenstall 5 (54° 30′ 30″ N, 9° 32′ 34″ O)                 | Wohnhaus                                                              | Wohnhaus; im Kern um 1860; zweigeschossiger Putzbau mit Halbwalmdach, Mittelrisalit mit Walmdach und Zwerchhaus, historistische Fassadengestaltung, angesetzter Rückflügel - Begründung: geschichtlich, städtebaulich - Schutzumfang: Wohnhaus, - Denkmaltyp: Bauliche Anlage, Mehrheit von baulichen Anlagen: Herrenstall | Fotos hochladen                  |
| 6343 Wikidata  | Herrenstall 7 (54° 30′ 29″ N, 9° 32′ 34″ O)                 | Wohnhaus                                                              | Wohnhaus; um 1880; zweigeschossiger Ziegelbau mit Satteldach, Straßenfassade geputzt, schlichte Gestaltung in spätklassizistischen Formen - Begründung: geschichtlich, städtebaulich - Schutzumfang: gesamtes Objekt - Denkmaltyp: Bauliche Anlage, Mehrheit von baulichen Anlagen: Herrenstall | Fotos hochladen                  |
| 221 Wikidata   | Herrenstall 11 (54° 30′ 28″ N, 9° 32′ 34″ O)                | Wohnhaus                                                              | Wohnhaus; um 1880; zweigeschossiger Satteldachbau, geschlämmte Ziegelfassade mit zurückhaltender historistischer Gestaltung - Begründung: geschichtlich, städtebaulich - Schutzumfang: gesamtes Objekt - Denkmaltyp: Bauliche Anlage, Mehrheit von baulichen Anlagen: Herrenstall | Fotos hochladen                  |
| 46981          | Herrenstall 23 (54° 30′ 22″ N, 9° 32′ 35″ O)                | Wohnhaus                                                              | Wohnhaus; 1899, Planung von R. Pries; freistehender, repräsentativer, zweigeschossiger Massivbau mit Eckturm, übergiebeltem Seitenrisalit, überdachtem Treppenturm und angesetzten Standerkern, Putzgliederung und gestaffeltem Schopfwalmdach - Begründung: geschichtlich, künstlerisch, städtebaulich - Schutzumfang: Wohnhaus, - Denkmaltyp: Bauliche Anlage, Mehrheit von baulichen Anlagen: Baugruppe Herrenstall 19c-23 | BW                               |
| 9559 Wikidata  | Hesterberg 46–54 (54° 31′ 8″ N, 9° 32′ 51″ O)               | Büro und Gemeinschaftslager (Haus 1)                                  | Alteintragung (Aktualisierung vorgesehen) - Begründung: geschichtlich, wissenschaftlich, städtebaulich - Schutzumfang: Alteintragung (Aktualisierung vorgesehen) - Denkmaltyp: Bauliche Anlage, Sachgesamtheit: Militärmagazin Hesterberg | BW                               |
| 9560 Wikidata  | Hesterberg 46–54 (54° 31′ 6″ N, 9° 32′ 53″ O)               | Lagerschuppen (Haus 6)                                                | Alteintragung (Aktualisierung vorgesehen) - Begründung: geschichtlich, wissenschaftlich, städtebaulich - Schutzumfang: Alteintragung (Aktualisierung vorgesehen) - Denkmaltyp: Bauliche Anlage, Sachgesamtheit: Militärmagazin Hesterberg | BW                               |
| 9561 Wikidata  | Hesterberg 46–54 (54° 31′ 5″ N, 9° 32′ 55″ O)               | Wagenschuppen (Haus 9)                                                | Alteintragung (Aktualisierung vorgesehen) - Begründung: geschichtlich, wissenschaftlich, städtebaulich - Schutzumfang: Alteintragung (Aktualisierung vorgesehen) - Denkmaltyp: Bauliche Anlage, Sachgesamtheit: Militärmagazin Hesterberg | BW                               |
| 9562 Wikidata  | Hesterberg 46–54 (54° 31′ 5″ N, 9° 32′ 53″ O)               | Schuppen (Haus 10)                                                    | Alteintragung (Aktualisierung vorgesehen) - Begründung: geschichtlich, wissenschaftlich, städtebaulich - Schutzumfang: Alteintragung (Aktualisierung vorgesehen) - Denkmaltyp: Bauliche Anlage, Sachgesamtheit: Militärmagazin Hesterberg | BW                               |
| 9563 Wikidata  | Hesterberg 46–54 (54° 31′ 6″ N, 9° 32′ 51″ O)               | Scheune (Haus 11)                                                     | Alteintragung (Aktualisierung vorgesehen) - Begründung: geschichtlich, wissenschaftlich, städtebaulich - Schutzumfang: Alteintragung (Aktualisierung vorgesehen) - Denkmaltyp: Bauliche Anlage, Sachgesamtheit: Militärmagazin Hesterberg | BW                               |
| 8165 Wikidata  | Hesterberg 46–54 (54° 31′ 6″ N, 9° 32′ 48″ O)               | Körnerlager (Haus 12)                                                 | Alteintragung (Aktualisierung vorgesehen) - Begründung: geschichtlich, wissenschaftlich, städtebaulich - Schutzumfang: Alteintragung (Aktualisierung vorgesehen) - Denkmaltyp: Bauliche Anlage, Sachgesamtheit: Militärmagazin Hesterberg | BW                               |
| 9564 Wikidata  | Hesterberg 46–54 (54° 31′ 6″ N, 9° 32′ 46″ O)               | Umfassungsmauer                                                       | Alteintragung (Aktualisierung vorgesehen) - Begründung: geschichtlich, wissenschaftlich, städtebaulich - Schutzumfang: Alteintragung (Aktualisierung vorgesehen) - Denkmaltyp: Bauliche Anlage, Sachgesamtheit: Militärmagazin Hesterberg | BW                               |
| 12984 Wikidata | Hesterberg 62 (54° 31′ 15″ N, 9° 32′ 57″ O)                 | Klinikgebäude (Haus I)                                                | Alteintragung (Aktualisierung vorgesehen) - Begründung: Alteintragung (Aktualisierung vorgesehen) - Schutzumfang: Alteintragung (Aktualisierung vorgesehen) - Denkmaltyp: Bauliche Anlage | BW                               |
| 12985 Wikidata | Hesterberg 66 (54° 31′ 11″ N, 9° 32′ 47″ O)                 | Schule mit Turnhalle (Haus K)                                         | Alteintragung (Aktualisierung vorgesehen) - Begründung: Alteintragung (Aktualisierung vorgesehen) - Schutzumfang: Alteintragung (Aktualisierung vorgesehen) - Denkmaltyp: Bauliche Anlage | BW                               |
| 12983 Wikidata | Hesterberg 68 (54° 31′ 11″ N, 9° 32′ 57″ O)                 | Klinikgebäude (Haus H)                                                | Alteintragung (Aktualisierung vorgesehen) - Begründung: Alteintragung (Aktualisierung vorgesehen) - Schutzumfang: Alteintragung (Aktualisierung vorgesehen) - Denkmaltyp: Bauliche Anlage | BW                               |
| 24194 Wikidata | Hesterberg 69 (54° 31′ 11″ N, 9° 32′ 43″ O)                 | Klinikgebäude (Haus D)                                                | Alteintragung (Aktualisierung vorgesehen) - Begründung: Alteintragung (Aktualisierung vorgesehen) - Schutzumfang: Alteintragung (Aktualisierung vorgesehen) - Denkmaltyp: Bauliche Anlage | BW                               |
| 24195 Wikidata | Hesterberg 71 (54° 31′ 13″ N, 9° 32′ 44″ O)                 | Klinikgebäude (Haus E)                                                | Alteintragung (Aktualisierung vorgesehen) - Begründung: Alteintragung (Aktualisierung vorgesehen) - Schutzumfang: Alteintragung (Aktualisierung vorgesehen) - Denkmaltyp: Bauliche Anlage | BW                               |
| 24302 Wikidata | Hesterberg 75 (54° 31′ 14″ N, 9° 32′ 42″ O)                 | Klinikgebäude (Haus A)                                                | Alteintragung (Aktualisierung vorgesehen) - Begründung: Alteintragung (Aktualisierung vorgesehen) - Schutzumfang: Alteintragung (Aktualisierung vorgesehen) - Denkmaltyp: Bauliche Anlage | BW                               |
| 3708 Wikidata  | Husumer Baum 4a (54° 30′ 4″ N, 9° 32′ 37″ O)                | Dreifaltigkeitskirche                                                 | Alteintragung (Aktualisierung vorgesehen) - Begründung: geschichtlich, künstlerisch, städtebaulich - Schutzumfang: Alteintragung (Aktualisierung vorgesehen) - Denkmaltyp: Bauliche Anlage, Sachgesamtheit: Dreifaltigkeitskirche | weitere Fotos \| Fotos hochladen |
| 9079 Wikidata  | Kleinberg 2 (54° 30′ 20″ N, 9° 32′ 30″ O)                   | Haupthaus Nebenhof                                                    | Haupthaus; 2. Hälfte 18. Jh.; Hauptbau des dreiseitig umbauten ehem. Nebenhofes zum Günderothschen Hofes und zugleich in der Anlage südliches Nebengebäude zu letzterem, zweigeschossiger traufständiger Fachwerkbau auf gemauertem Sockel mit pfannengedecktem Walmdach, leicht außermittig übergiebelte Oberlichttür mit darüber liegender Balkeninschrift - Begründung: geschichtlich, künstlerisch, städtebaulich - Schutzumfang: gesamtes Objekt - Denkmaltyp: Bauliche Anlage, Sachgesamtheit: Günderothscher Hof / Scheershof | weitere Fotos \| Fotos hochladen |
| 3709 Wikidata  | Kleinberg 7 (54° 30′ 20″ N, 9° 32′ 35″ O)                   | Wohnhaus                                                              | Alteintragung (Aktualisierung vorgesehen) - Begründung: Alteintragung (Aktualisierung vorgesehen) - Schutzumfang: Alteintragung (Aktualisierung vorgesehen) - Denkmaltyp: Bauliche Anlage | Fotos hochladen                  |
| 3710 Wikidata  | Kleinberg 9 (54° 30′ 20″ N, 9° 32′ 36″ O)                   | ehem. Gefängnis                                                       | Alteintragung (Aktualisierung vorgesehen) - Begründung: Alteintragung (Aktualisierung vorgesehen) - Schutzumfang: Alteintragung (Aktualisierung vorgesehen) - Denkmaltyp: Bauliche Anlage | Fotos hochladen                  |
| 9384 Wikidata  | Königstraße 9 (54° 30′ 53″ N, 9° 33′ 59″ O)                 | ehem. Kreisbahnhof                                                    | Alteintragung (Aktualisierung vorgesehen) - Begründung: Alteintragung (Aktualisierung vorgesehen) - Schutzumfang: Alteintragung (Aktualisierung vorgesehen) - Denkmaltyp: Bauliche Anlage | weitere Fotos \| Fotos hochladen |
| 27356 Wikidata | Königsstraße 9 (54° 30′ 54″ N, 9° 34′ 5″ O)                 | ehem. Güterschuppen                                                   | Alteintragung (Aktualisierung vorgesehen) - Begründung: Alteintragung (Aktualisierung vorgesehen) - Schutzumfang: Alteintragung (Aktualisierung vorgesehen) - Denkmaltyp: Bauliche Anlage | BW                               |
| 3711 Wikidata  | Königstraße 30 (54° 30′ 54″ N, 9° 33′ 31″ O)                | Marthahaus (Volkshochschule)                                          | sog. Marthahaus; 1902, Planung von Carl Mühlke; freigestellter, zweigeschossiger Massivbau mit zwei Querflügeln und Halbwalmdächern, Sichtziegelgliederung mit Fachwerkgiebeln, 1928 um westlichen Querflügel und Treppenturm mit Glockendach erweitert - Begründung: geschichtlich, künstlerisch, städtebaulich - Schutzumfang: sog. Marthahaus, - Denkmaltyp: Bauliche Anlage | Fotos hochladen                  |
| 30509 Wikidata | Königstraße 37 (54° 30′ 51″ N, 9° 33′ 28″ O)                | Direktorwohnhaus der Domschule                                        | Alteintragung (Aktualisierung vorgesehen) - Begründung: Alteintragung (Aktualisierung vorgesehen) - Schutzumfang: Alteintragung (Aktualisierung vorgesehen) - Denkmaltyp: Bauliche Anlage | BW                               |
| 3688 Wikidata  | Königstraße 39 (54° 30′ 51″ N, 9° 33′ 26″ O)                | Domschule                                                             | Alteintragung (Aktualisierung vorgesehen) - Begründung: Alteintragung (Aktualisierung vorgesehen) - Schutzumfang: Alteintragung (Aktualisierung vorgesehen) - Denkmaltyp: Bauliche Anlage | weitere Fotos \| Fotos hochladen |
| 3712 Wikidata  | Kornmarkt 3 (54° 31′ 2″ N, 9° 34′ 4″ O)                     | Wohn- und Geschäftshaus                                               | Wohn- und Geschäftshaus; 1741, 1800; zweigeschossiger giebelständiger Fachwerkbau mit pfannengedecktem Satteldach, die Fassade massiv und geschlämmt mit schlichten Gesimsbändern, seitlich rundbogige überbaute Durchfahrt - Begründung: geschichtlich, städtebaulich - Schutzumfang: Wohn- und Geschäftshaus, - Denkmaltyp: Bauliche Anlage, Mehrheit von baulichen Anlagen: Wohn- und Geschäftshäuser Kornmarkt 1-7 | weitere Fotos \| Fotos hochladen |
| 12968 Wikidata | Kurze Straße 3 (54° 30′ 56″ N, 9° 34′ 11″ O)                | Rückflügel zu Lange Straße 26                                         | Rückflügel; 16./19. Jh; dreigeschossiger giebelständiger Fachwerkbau mit Satteldach, massives Erdgeschoss Fassade verkleidet, zugehörig zum Wohn- und Geschäftshaus Lange Str. 26 - Begründung: geschichtlich, wissenschaftlich, städtebaulich - Schutzumfang: Rückflügel zu Lange Straße 26, - Denkmaltyp: Bauliche Anlage, Mehrheit von baulichen Anlagen: Wohn- und Geschäftshäuser Lange Straße 18-28 | BW                               |
| 3713 Wikidata  | Lange Straße 6 (54° 30′ 53″ N, 9° 34′ 13″ O)                | Wohnhaus                                                              | Alteintragung (Aktualisierung vorgesehen) - Begründung: geschichtlich, wissenschaftlich, städtebaulich - Schutzumfang: gesamtes Objekt - Denkmaltyp: Bauliche Anlage | weitere Fotos \| Fotos hochladen |
| 3714 Wikidata  | Lange Straße 7 (54° 30′ 54″ N, 9° 34′ 12″ O)                | Wohnhaus                                                              | Alteintragung (Aktualisierung vorgesehen) - Begründung: geschichtlich, städtebaulich - Schutzumfang: gesamtes Äußeres - Denkmaltyp: Bauliche Anlage | weitere Fotos \| Fotos hochladen |
| 3715 Wikidata  | Lange Straße 9 (54° 30′ 54″ N, 9° 34′ 11″ O)                | Wohnhaus                                                              | Alteintragung (Aktualisierung vorgesehen) - Begründung: geschichtlich, städtebaulich - Schutzumfang: gesamtes Äußeres - Denkmaltyp: Bauliche Anlage | weitere Fotos \| Fotos hochladen |
| 8978 Wikidata  | Lange Straße 10 (54° 30′ 54″ N, 9° 34′ 13″ O)               | Bürgerhaus                                                            | Bürgerhaus; im Kern 1563/64; giebelständiger, zweigeschossiger, teilverputzter Ziegelmassiv- und Fachwerkbau mit ziegelgedecktem Satteldach, am Übergang 18. zum 19. Jh. hofseitig verlängert - Begründung: geschichtlich, städtebaulich - Schutzumfang: Bürgerhaus, - Denkmaltyp: Bauliche Anlage | BW                               |
| 3716 Wikidata  | Lange Straße 11 (54° 30′ 55″ N, 9° 34′ 11″ O)               | Wohnhaus                                                              | Alteintragung (Aktualisierung vorgesehen) - Begründung: geschichtlich, städtebaulich - Schutzumfang: gesamtes Äußeres - Denkmaltyp: Bauliche Anlage | weitere Fotos \| Fotos hochladen |
| 3717 Wikidata  | Lange Straße 12 (54° 30′ 54″ N, 9° 34′ 12″ O)               | Wohnhaus                                                              | Alteintragung (Aktualisierung vorgesehen) - Begründung: geschichtlich, städtebaulich - Schutzumfang: gesamtes Äußeres - Denkmaltyp: Bauliche Anlage | weitere Fotos \| Fotos hochladen |
| 3718 Wikidata  | Lange Straße 14 (54° 30′ 55″ N, 9° 34′ 12″ O)               | Wohnhaus                                                              | Alteintragung (Aktualisierung vorgesehen) - Begründung: geschichtlich, städtebaulich - Schutzumfang: gesamtes Äußeres - Denkmaltyp: Bauliche Anlage | weitere Fotos \| Fotos hochladen |
| 3719 Wikidata  | Lange Straße 16 (54° 30′ 55″ N, 9° 34′ 12″ O)               | Wohnhaus                                                              | Alteintragung (Aktualisierung vorgesehen) - Begründung: geschichtlich, städtebaulich - Schutzumfang: gesamtes Äußeres - Denkmaltyp: Bauliche Anlage | weitere Fotos \| Fotos hochladen |
| 10904 Wikidata | Lange Straße 18 (54° 30′ 55″ N, 9° 34′ 12″ O)               | Wohnhaus                                                              | Wohnhaus; 18./19. Jh.; Zweigeschossiger Backsteinbau in Ecklage, geschlämmter Backsteinbau mit Satteldach, Südfassade mit beschnitzter Biedermeiertür, rückwärtige Traufwand mit Eichenfachwerk - Begründung: geschichtlich, wissenschaftlich, städtebaulich - Schutzumfang: Wohnhaus, - Denkmaltyp: Bauliche Anlage, Mehrheit von baulichen Anlagen: Wohn- und Geschäftshäuser Lange Straße 18-28 | weitere Fotos \| Fotos hochladen |
| 1360 Wikidata  | Lange Straße 19 (54° 30′ 56″ N, 9° 34′ 10″ O)               | Wohnhaus                                                              | Alteintragung (Aktualisierung vorgesehen) - Begründung: geschichtlich, städtebaulich - Schutzumfang: gesamtes Objekt - Denkmaltyp: Bauliche Anlage | weitere Fotos \| Fotos hochladen |
| 3720 Wikidata  | Lange Straße 26 (54° 30′ 56″ N, 9° 34′ 11″ O)               | Wohn- und Geschäftshaus                                               | Wohn- und Geschäftshaus; 16./19. Jh; zweigeschossiger giebelständiger Fachwerkbau mit Satteldach, Fassade verkleidet, mittiger Eingang eingezogen mit Granitstufen, zugehörig schmaler Fachwerkrückflügel (Kurze Str. 3) - Begründung: geschichtlich, wissenschaftlich, städtebaulich - Schutzumfang: Wohn- und Geschäftshaus, - Denkmaltyp: Bauliche Anlage, Mehrheit von baulichen Anlagen: Wohn- und Geschäftshäuser Lange Straße 18-28 | weitere Fotos \| Fotos hochladen |
| 39983 Wikidata | Lange Straße 38 (54° 30′ 59″ N, 9° 34′ 10″ O)               | Wohn- und Geschäftshaus                                               | Wohn- und Geschäftshaus; 18. Jh.; zweigeschossiger giebelständiger Fachwerkbau mit pfannengedecktem Mansarddach und Putzfassade in reduzierter klassizistischer Gestaltung, seitliche Eingangstür mit Rundbogen, Rückflügel in Fachwerk - Begründung: geschichtlich, städtebaulich - Schutzumfang: gesamtes Objekt - Denkmaltyp: Bauliche Anlage, Mehrheit von baulichen Anlagen: Wohn- und Geschäftshäuser Lange Straße 38-42 | BW                               |
| 3721 Wikidata  | Lange Straße 39 (54° 31′ 0″ N, 9° 34′ 9″ O)                 | Wohnhaus                                                              | Teil eines Doppelwohnhauses; 1. Hälfte 19. Jh.; vierachsiger traufenständiger Backsteinbau. Klassizistische Gestaltung. Erdgeschoss mit Putzrustika, Eingangstüren übergiebelt, korbbogige Durchfahrt, Kranzgesims, im Innern stuckierte Deckenprofile und gewölbte Kellerräume; Rückflügel - Begründung: geschichtlich, städtebaulich - Schutzumfang: gesamtes Objekt - Denkmaltyp: Bauliche Anlage, Mehrheit von baulichen Anlagen: Wohnhäuser Lange Straße 39-41 | Fotos hochladen                  |
| 39981 Wikidata | Lange Straße 40 (54° 31′ 0″ N, 9° 34′ 10″ O)                | Wohn- und Geschäftshaus                                               | Wohn- und Geschäftshaus; 18. Jh.; zweigeschossiger giebelständiger Fachwerkbau über vier Achsen, mit pfannengedecktem Satteldach und geschlämmter Backsteinfassade des 19. Jhs. - Begründung: geschichtlich, städtebaulich - Schutzumfang: gesamtes Objekt - Denkmaltyp: Bauliche Anlage, Mehrheit von baulichen Anlagen: Wohn- und Geschäftshäuser Lange Straße 38-42 | BW                               |
| 3722 Wikidata  | Lange Straße 41 (54° 31′ 0″ N, 9° 34′ 9″ O)                 | Wohnhaus                                                              | Teil eines Doppelwohnhauses; 1. Hälfte 19. Jh.; an Straßenecke zu Am Kälberteich gelegener, traufständiger Backsteinbau mit zwei Ansichtsseiten und abgerundeter Ecke. Klassizistische Gestaltung. Erdgeschoss mit Putzrustika, Eingangstüren übergiebelt, korbbogige Durchfahrt, Kranzgesims. Im Innern stuckierte Deckenprofile und gewölbte Kellerräume - Begründung: geschichtlich, städtebaulich - Schutzumfang: gesamtes Objekt - Denkmaltyp: Bauliche Anlage, Mehrheit von baulichen Anlagen: Wohnhäuser Lange Straße 39-41 | Fotos hochladen                  |
| 3723 Wikidata  | Lollfuß 3 (54° 30′ 54″ N, 9° 33′ 22″ O)                     | Wohn- und Geschäftshaus                                               | Alteintragung (Aktualisierung vorgesehen) - Begründung: geschichtlich, städtebaulich - Schutzumfang: gesamtes Äußeres - Denkmaltyp: Bauliche Anlage | Fotos hochladen                  |
| 47207          | Lollfuß 15 (54° 30′ 54″ N, 9° 33′ 18″ O)                    | Wohn- und Geschäftshaus                                               | Wohn- und Geschäftshaus; um 1800; zweigeschossiger Bau in Traufstellung über fünf Achsen, verputzte Backsteinfassade, Seitenwände in Fachwerk, pfannengedecktes Satteldach, jüngerer erhöhter Rückflügel - Begründung: geschichtlich, städtebaulich - Schutzumfang: gesamtes Objekt - Denkmaltyp: Bauliche Anlage | BW                               |
| 12965 Wikidata | Lollfuß 31 (54° 30′ 53″ N, 9° 33′ 14″ O)                    | Wohn- und Geschäftshaus                                               | Wohn- und Geschäftshaus; 19. Jh.; giebelständiger, zweigeschossiger Massivbau mit Satteldach und ehem. Aufzugluke; Anbau mit Flachdach und Zwerchhaus; 1900; Putzgliederung mit historisierenden Spitzbogenblenden, verzierten Eisenstützen und kannelierten Eckpfeilern Begründung: geschichtlich, städtebaulich Schutzumfang: gesamtes Äußeres, Denkmaltyp: Bauliche Anlage | BW                               |
| 10726 Wikidata | Lollfuß 48 (54° 30′ 54″ N, 9° 33′ 12″ O)                    | Wohnhaus                                                              | ehem. Wohnhaus; zw. 1815-1823; zweigeschossiger giebelständiger Backsteinbau mit Ecklisenen auf Granitsockel mit südlich abgewalmtem Satteldach; rückwärtig eingeschossiger Anbau mit Mansard-Walmdach und Zwerchgiebel, 1907; seitlich eingeschossiger Eingangsvorbau, zw. 1823-1871; 1907 verändert - Begründung: geschichtlich, städtebaulich - Schutzumfang: Wohnhaus, - Denkmaltyp: Bauliche Anlage, Mehrheit von baulichen Anlagen: Wohn- und Geschäftshäuser Lollfuß 48-56 | BW                               |
| 6348 Wikidata  | Lollfuß 50 (54° 30′ 53″ N, 9° 33′ 11″ O)                    | Wohn- und Geschäftshaus                                               | Wohn- und Geschäftshaus; zw. 1815-1823; parallel zum Lollfuß 48 spiegelbildlich errichteter zweigeschossiger giebelständiger Backsteinbau mit primär südlich abgewalmtem Satteldach; 1895 mit neobarockem Blendgiebel erweitert, dieser 1956 vereinfacht - Begründung: geschichtlich, städtebaulich - Schutzumfang: gesamtes Äußeres, - Denkmaltyp: Bauliche Anlage, Mehrheit von baulichen Anlagen: Wohn- und Geschäftshäuser Lollfuß 48-56 | BW                               |
| 7079 Wikidata  | Lollfuß 50a (54° 30′ 54″ N, 9° 33′ 10″ O)                   | Wohnhaus                                                              | Wohnhaus; zw. 1815-1823; in Hanglage am Abschluss des Platzes zwischen Lollfuß 48 und 50 errichteter, zweigeschossiger Backsteinbau mit Satteldach, segmentbogigen Fenstern und älterem, tonnenüberwölbtem ehem. Eiskeller - Begründung: geschichtlich, städtebaulich - Schutzumfang: Wohnhaus, - Denkmaltyp: Bauliche Anlage, Mehrheit von baulichen Anlagen: Wohn- und Geschäftshäuser Lollfuß 48-56 | BW                               |
| 3724 Wikidata  | Lollfuß 53 (54° 30′ 50″ N, 9° 33′ 8″ O)                     | Wohnhaus                                                              | Alteintragung (Aktualisierung vorgesehen) - Begründung: geschichtlich, städtebaulich - Schutzumfang: gesamtes Objekt - Denkmaltyp: Bauliche Anlage | Fotos hochladen                  |
| 10115 Wikidata | Lollfuß 61 (54° 30′ 48″ N, 9° 33′ 5″ O)                     | Kath. Kirche St. Ansgar mit Ausstattung                               | Alteintragung (Aktualisierung vorgesehen) - Begründung: geschichtlich, künstlerisch, städtebaulich - Schutzumfang: gesamtes Objekt - Denkmaltyp: Bauliche Anlage | weitere Fotos \| Fotos hochladen |
| 3725 Wikidata  | Lollfuß 63 (54° 30′ 49″ N, 9° 33′ 3″ O)                     | ehemaliger Tychenhof                                                  | Alteintragung (Aktualisierung vorgesehen) - Begründung: geschichtlich, städtebaulich - Schutzumfang: gesamtes Äußeres - Denkmaltyp: Bauliche Anlage | Fotos hochladen                  |
| 12961          | Lollfuß 76 (54° 30′ 50″ N, 9° 33′ 4″ O)                     | ehem. Brockdorffscher Hof                                             | ehem. Brockdorffscher Hof; 18. Jh./1908; zweigeschossiger Backsteinbau mit pfannengedecktem Walmdach, Außenmauern geschlämmt, im traufständigen Gebäudeteil einachsiger pilasterflankierter Türrisalit mit Segmentbogenabschluss, der vorspringende Seitenflügel umlaufend mit verzierten Eisenankern; Terrassengarten mit Mauer mit expressionistischem Brunnen - Begründung: geschichtlich, wissenschaftlich, städtebaulich - Schutzumfang: ehem. Brockdorffscher Hof, Terrassengarten des ehem. BrockdorffHofes, Mauer mit expressionistischem Brunnen - Denkmaltyp: Bauliche Anlage, Sachgesamtheit: ehem. Brockdorffscher Hof | BW                               |
| 3726 Wikidata  | Lollfuß 78 (54° 30′ 51″ N, 9° 32′ 58″ O)                    | ehem. Heespen-Hof (Amtsgericht)                                       | Alteintragung (Aktualisierung vorgesehen) - Begründung: geschichtlich, künstlerisch, städtebaulich - Schutzumfang: Alteintragung (Aktualisierung vorgesehen) - Denkmaltyp: Bauliche Anlage | Fotos hochladen                  |
| 3727 Wikidata  | Lollfuß 98 (54° 30′ 46″ N, 9° 32′ 53″ O)                    | Wohnhaus                                                              | Alteintragung (Aktualisierung vorgesehen) - Begründung: geschichtlich, städtebaulich - Schutzumfang: Alteintragung (Aktualisierung vorgesehen) - Denkmaltyp: Bauliche Anlage | Fotos hochladen                  |
| 27665 Wikidata | Lollfuß 98 (54° 30′ 47″ N, 9° 32′ 53″ O)                    | Grabplatten im Hof                                                    | Alteintragung (Aktualisierung vorgesehen) - Begründung: Alteintragung (Aktualisierung vorgesehen) - Schutzumfang: Alteintragung (Aktualisierung vorgesehen) - Denkmaltyp: Bauliche Anlage | BW                               |
| 10727 Wikidata | Lollfuß 102 (54° 30′ 46″ N, 9° 32′ 51″ O)                   | Gasthaus „Stadt Flensburg“                                            | Alteintragung (Aktualisierung vorgesehen) - Begründung: geschichtlich, städtebaulich - Schutzumfang: gesamtes Objekt - Denkmaltyp: Bauliche Anlage | BW                               |
| 3728 Wikidata  | Lollfuß 110 (54° 30′ 43″ N, 9° 32′ 47″ O)                   | ehem. Zollhaus                                                        | ehem. Zollhaus; 1754, Architekt J.G. Rosenberg; zweigeschossiger traufständiger Gelbsteinbau mit pfannengedecktem Halbwalmdach und geschlämmter Fassade, Mittelteil flach vortretend, darin nochmals flach vortretender Türrisalit mit Rundbogenportal und Segmentgiebel mit Ochsenauge, innen eine Spätbarocktreppe, zweigeschossiger Rückflügel aus den 1920er Jahren im Südwesten - Begründung: geschichtlich, künstlerisch, städtebaulich - Schutzumfang: gesamtes Objekt - Denkmaltyp: Bauliche Anlage, Sachgesamtheit: ehem. Zollhaus | weitere Fotos \| Fotos hochladen |
| 31702          | Lutherstraße 11 (54° 31′ 3″ N, 9° 33′ 40″ O)                | Wilhelminenschule                                                     | Wilhelminenschule; 1904, Stadtbaumeister Lübke; dreigeschossiger traufständiger Backsteinbau mit pfannengedeckten Walm- und Kurzwalmdächern, Erdgeschosszone in Rotstein, darüberliegende Fassade in Gelbstein mit Rotsteingliederung, fünfachsiger Mittelrisalit in dynamischer Gestaltung mit Zwerchhaus und zwei Eingangstüren, Außenachsen mit querliegenden Kopfbauten - Begründung: geschichtlich, städtebaulich - Schutzumfang: gesamtes Objekt - Denkmaltyp: Bauliche Anlage | BW                               |
| 12951          | Lutherstraße 14 (54° 31′ 5″ N, 9° 33′ 37″ O)                | ehem. Direktorenwohnhaus                                              | ehem. Direktorenwohnhaus; 1924/25, Arch. E. Klatt; eingeschossiger Backsteinbau mit pfannengedecktem Mansarddach, übergiebeltem Zwerchhaus an der Eingangsseite und polygonal vortretendem Mittelrisalit auf der Gartenseite, Mitteleingang mit bekrönter Oberlichttür und Seitenfenstern mit zeittypischer Ziersprossung - Begründung: geschichtlich, städtebaulich - Schutzumfang: gesamtes Objekt - Denkmaltyp: Bauliche Anlage | BW                               |
| 3684 Wikidata  | Michaelisallee (54° 30′ 58″ N, 9° 33′ 5″ O)                 | Chemnitz-Bellmann-Denkmal                                             | Alteintragung (Aktualisierung vorgesehen) - Begründung: geschichtlich, künstlerisch - Schutzumfang: Alteintragung (Aktualisierung vorgesehen) - Denkmaltyp: Bauliche Anlage | weitere Fotos \| Fotos hochladen |
| 3729 Wikidata  | Michaelisallee 1 (54° 31′ 0″ N, 9° 33′ 26″ O)               | Lornsenschule                                                         | Die Schule wurde von 1906 bis 1909 als Höhere Tochterschule erbaut. Alteintragung (Aktualisierung vorgesehen) - Begründung: künstlerisch, städtebaulich - Schutzumfang: gesamtes Objekt - Denkmaltyp: Bauliche Anlage | BW                               |
| 3730 Wikidata  | Michaelisstraße 60 (54° 31′ 12″ N, 9° 33′ 53″ O)            | Gasthof „Kick in de Stadt“                                            | Alteintragung (Aktualisierung vorgesehen) - Begründung: geschichtlich, städtebaulich - Schutzumfang: gesamtes Äußeres - Denkmaltyp: Bauliche Anlage | BW                               |
| 46859 Wikidata | Moldeniter Weg 41 (54° 31′ 42″ N, 9° 34′ 33″ O)             | Wohnhaus                                                              | Wohnhaus; um 1910; eingeschossiger traufständiger Putzbau auf hohem Putzsockel mit Drempel und pfannengedecktem Satteldach, im Westen reich verzierter Seitenrisalit mit Stuckelementen und Balkon auf Konsolen, Gebäudekanten rustiziert, historische Haustür und Fenster in stuckierten Rahmungen sowie Innenausstattung erhalten - Begründung: geschichtlich, künstlerisch, städtebaulich - Schutzumfang: gesamtes Objekt - Denkmaltyp: Bauliche Anlage | BW                               |
| 10663 Wikidata | Mühlenredder 13 - 15 (54° 31′ 33″ N, 9° 33′ 52″ O)          | LKH Stadtfeld: Wohnhaus                                               | Alteintragung (Aktualisierung vorgesehen) - Begründung: Alteintragung (Aktualisierung vorgesehen) - Schutzumfang: Alteintragung (Aktualisierung vorgesehen) - Denkmaltyp: Bauliche Anlage | BW                               |
| 10546 Wikidata | Mühlenredder (54° 31′ 34″ N, 9° 33′ 55″ O)                  | Wasserturm                                                            | Wasserturm; 1904-1906; sechsgeschossiger Schaft auf rundem Grundriss, Mauerwerk gelber Backstein, Sockelzone in Naturstein, Fenstereinfassungen Sandstein, Behältergeschoss auf reich ornamentierten Konsolen, im Innern genieteter Hochbehälter - Begründung: geschichtlich, städtebaulich, technisch - Schutzumfang: gesamtes Objekt - Denkmaltyp: Bauliche Anlage | Fotos hochladen                  |
| 10660 Wikidata | Mühlental 5 (54° 31′ 28″ N, 9° 33′ 44″ O)                   | LKH Stadtfeld: ehem. Männer-Nebenhaus (Magazin)                       | Alteintragung (Aktualisierung vorgesehen) - Begründung: Alteintragung (Aktualisierung vorgesehen) - Schutzumfang: Alteintragung (Aktualisierung vorgesehen) - Denkmaltyp: Bauliche Anlage | BW                               |
| 9381 Wikidata  | Norderdomstraße 4 (54° 30′ 52″ N, 9° 34′ 11″ O)             | Gemeindehaus                                                          | Alteintragung (Aktualisierung vorgesehen) - Begründung: geschichtlich, künstlerisch, städtebaulich - Schutzumfang: Alteintragung (Aktualisierung vorgesehen) - Denkmaltyp: Bauliche Anlage | Fotos hochladen                  |
| 3732 Wikidata  | Norderdomstraße 15 (54° 30′ 48″ N, 9° 34′ 3″ O)             | Bischofshof                                                           | Alteintragung (Aktualisierung vorgesehen) - Begründung: geschichtlich, künstlerisch, städtebaulich - Schutzumfang: gesamtes Objekt - Denkmaltyp: Bauliche Anlage | weitere Fotos \| Fotos hochladen |
| 12944 Wikidata | Norderholmstraße 2 (54° 30′ 46″ N, 9° 34′ 31″ O)            | Wohnhaus                                                              | Wohnhaus; im Kern 18. Jh.; eingeschossiger Backsteinbau giebelständig zur Süderholmstraße, geschlämmte Fassaden mit Eckrustizierungen, Halbwalmdach - Begründung: geschichtlich, städtebaulich - Schutzumfang: gesamtes Äußeres und Dachstuhl - Denkmaltyp: Bauliche Anlage | BW                               |
| 13291          | Pastorenstraße 4 (54° 30′ 46″ N, 9° 34′ 10″ O)              | ehem. Kompastorat                                                     | ehem. Kompastorat; im Kern um 1600, Umbau 1843; Fachwerkbau auf Granitquadersockelung mit pfannengedecktem Walmdach und massiver achtachsiger Front, seit Aufstockung 1905 zweigeschossig, außermittiger Eingang mit Granitstufen - Begründung: geschichtlich, wissenschaftlich, städtebaulich - Schutzumfang: gesamtes Objekt - Denkmaltyp: Bauliche Anlage, Sachgesamtheit: Wohnhäuser Pastorenstraße | BW                               |
| 13290          | Pastorenstraße 7 (54° 30′ 45″ N, 9° 34′ 8″ O)               | ehem. Rektorhaus                                                      | ehem. Rektorhaus; im 18. Jh. errichtetes Gebäude; Gelbsteinbau auf L-förmigem Grundriss mit pfannengedecktem Walmdach und siebenachsiger Front, seit Aufstockung im 19. Jh. zweigeschossig, Sohlbankgesims im OG, Mitteleingang mit zweiflügeliger Oberlichttür in gekehlter Putzrahmung - Begründung: geschichtlich, städtebaulich - Schutzumfang: gesamtes Objekt - Denkmaltyp: Bauliche Anlage, Sachgesamtheit: Wohnhäuser Pastorenstraße | BW                               |
| 13288          | Pastorenstraße 11 (54° 30′ 45″ N, 9° 34′ 5″ O)              | ehem. Hauptpastorat                                                   | ehemaliges Hauptpastorat; 1874; Teil einer Anlage kirchlicher Gebäude, zweigeschossiger traufständiger Putzbau, flaches schiefergedecktes Walmdach, klassizistische Fassadengliederung, Eingangsrisalit und rustizierte Gebäudekanten - Begründung: geschichtlich, künstlerisch, städtebaulich - Schutzumfang: gesamtes Objekt - Denkmaltyp: Bauliche Anlage, Sachgesamtheit: Wohnhäuser Pastorenstraße | BW                               |
| 10967 Wikidata | Paulihof 1 (54° 31′ 17″ N, 9° 32′ 11″ O)                    | Wohnhaus „Paulihof“                                                   | Alteintragung (Aktualisierung vorgesehen) - Begründung: geschichtlich, Kulturlandschaft prägend - Schutzumfang: Alteintragung (Aktualisierung vorgesehen) - Denkmaltyp: Bauliche Anlage | BW                               |
| 10902 Wikidata | Paulihof 2 (54° 31′ 14″ N, 9° 32′ 23″ O)                    | ehem. Garnisonslazarett                                               | Alteintragung (Aktualisierung vorgesehen) - Begründung: geschichtlich, wissenschaftlich - Schutzumfang: Alteintragung (Aktualisierung vorgesehen) - Denkmaltyp: Bauliche Anlage | BW                               |
| 3733 Wikidata  | Plessenstraße 7 (54° 30′ 49″ N, 9° 33′ 59″ O)               | Plessenhof                                                            | Alteintragung (Aktualisierung vorgesehen) - Begründung: geschichtlich, künstlerisch - Schutzumfang: Alteintragung (Aktualisierung vorgesehen) - Denkmaltyp: Bauliche Anlage | weitere Fotos \| Fotos hochladen |
| 6411 Wikidata  | Poststraße 2 (54° 30′ 56″ N, 9° 33′ 34″ O)                  | Bankgebäude                                                           | Alteintragung (Aktualisierung vorgesehen) - Begründung: geschichtlich, künstlerisch, städtebaulich - Schutzumfang: gesamtes Objekt - Denkmaltyp: Bauliche Anlage | Fotos hochladen                  |
| 3734 Wikidata  | Poststraße 5 (54° 30′ 54″ N, 9° 33′ 38″ O)                  | Hansen-Stift                                                          | Alteintragung (Aktualisierung vorgesehen) - Begründung: geschichtlich, künstlerisch, städtebaulich - Schutzumfang: gesamtes Objekt - Denkmaltyp: Bauliche Anlage | Fotos hochladen                  |
| 3707 Wikidata  | Prinzenpalais 1–1c (54° 30′ 21″ N, 9° 32′ 23″ O)            | Prinzenpalais (Landesarchiv)                                          | Das heute vom Landesarchiv Schleswig-Holstein genutzte Gebäude wurde um 1700 für Geheimrätin von Buchwaldt errichtet; Alteintragung (Aktualisierung vorgesehen) - Begründung: geschichtlich, künstlerisch, städtebaulich - Schutzumfang: Alteintragung (Aktualisierung vorgesehen) - Denkmaltyp: Bauliche Anlage | weitere Fotos \| Fotos hochladen |
| 27652 Wikidata | Prinzenpalais 1–1c (54° 30′ 21″ N, 9° 32′ 24″ O)            | Ehrenhof                                                              | Alteintragung (Aktualisierung vorgesehen) - Begründung: Alteintragung (Aktualisierung vorgesehen) - Schutzumfang: Alteintragung (Aktualisierung vorgesehen) - Denkmaltyp: Bauliche Anlage | BW                               |
| 3735 Wikidata  | Rathausmarkt 1 (54° 30′ 52″ N, 9° 34′ 19″ O)                | Graukloster                                                           | Das Kloster wurde 1234 gegründet. Alteintragung (Aktualisierung vorgesehen) - Begründung: geschichtlich, künstlerisch, städtebaulich - Schutzumfang: Alteintragung (Aktualisierung vorgesehen) - Denkmaltyp: Bauliche Anlage | weitere Fotos \| Fotos hochladen |
| 13285 Wikidata | Rathausmarkt 1 (54° 30′ 51″ N, 9° 34′ 19″ O)                | Rathaus                                                               | Alteintragung (Aktualisierung vorgesehen) - Begründung: Alteintragung (Aktualisierung vorgesehen) - Schutzumfang: Alteintragung (Aktualisierung vorgesehen) - Denkmaltyp: Bauliche Anlage | weitere Fotos \| Fotos hochladen |
| 13281          | Rathausmarkt 12 (54° 30′ 49″ N, 9° 34′ 17″ O)               | ehem. Freihaus                                                        | ehem. Freihaus; 1825; zweigeschossiger traufständiger Putzbau auf hohem Sockel mit Satteldach, zweiachsiger Mittelrisalit mit Lisenengliederung und zwei Eingängen mit neogotischen Oberlichttüren; im Osten kleiner Anbau mit Schopfwalmdach - Begründung: geschichtlich, städtebaulich - Schutzumfang: gesamtes Äußeres, - Denkmaltyp: Bauliche Anlage | BW                               |
| 3736 Wikidata  | Rathausmarkt 14 (54° 30′ 49″ N, 9° 34′ 14″ O)               | Apotheke                                                              | Alteintragung (Aktualisierung vorgesehen) - Begründung: geschichtlich, städtebaulich - Schutzumfang: gesamtes Äußeres - Denkmaltyp: Bauliche Anlage | weitere Fotos \| Fotos hochladen |
| 53274 Wikidata | Schleidörfer Straße 5 (54° 31′ 50″ N, 9° 34′ 42″ O)         | Verwaltungs- und Produktionsgebäude                                   | Verwaltungs- und Produktionsgebäude des ehem. Butterwerks in Schleswig; 1960–61 Dipl. Ing. A. Hoff für Nordbutter GmbH; ein- bis zweigeschossige Stahlbetonskelettbauten mit Backsteinmauerwerk unter Flachdächern, Verwaltungsgebäude mit künstlerischer Ausgestaltung, Produktionstrakt mit Durchfahrt, Betriebsraum, Butterei, Labor und Besichtigungsgalerie - Begründung: geschichtlich, wissenschaftlich, künstlerisch, städtebaulich, technisch - Schutzumfang: Verwaltungs- und Produktionsgebäude, - Denkmaltyp: Bauliche Anlage, Sachgesamtheit: ehem. Butterwerk | BW                               |
| 29469 Wikidata | Schlossallee (54° 31′ 1″ N, 9° 32′ 24″ O)                   | Herkulesteich                                                         | Alteintragung (Aktualisierung vorgesehen) - Begründung: geschichtlich - Schutzumfang: Alteintragung (Aktualisierung vorgesehen) - Denkmaltyp: Bauliche Anlage | weitere Fotos \| Fotos hochladen |
| 29470 Wikidata | Schlossallee (54° 31′ 2″ N, 9° 32′ 30″ O)                   | Blauer Teich                                                          | Alteintragung (Aktualisierung vorgesehen) - Begründung: geschichtlich - Schutzumfang: Alteintragung (Aktualisierung vorgesehen) - Denkmaltyp: Bauliche Anlage | BW                               |
| 29471 Wikidata | Schlossallee (54° 31′ 1″ N, 9° 32′ 30″ O)                   | Antentempel                                                           | Alteintragung (Aktualisierung vorgesehen) - Begründung: Alteintragung (Aktualisierung vorgesehen) - Schutzumfang: Alteintragung (Aktualisierung vorgesehen) - Denkmaltyp: Bauliche Anlage | Fotos hochladen                  |
| 29472 Wikidata | Schlossallee (54° 31′ 7″ N, 9° 32′ 25″ O)                   | Kleine Kaskade                                                        | Alteintragung (Aktualisierung vorgesehen) - Begründung: Alteintragung (Aktualisierung vorgesehen) - Schutzumfang: Alteintragung (Aktualisierung vorgesehen) - Denkmaltyp: Bauliche Anlage | weitere Fotos \| Fotos hochladen |
| 29473 Wikidata | Schlossallee (54° 31′ 0″ N, 9° 32′ 30″ O)                   | Gusseiserner Brunnen                                                  | Alteintragung (Aktualisierung vorgesehen) - Begründung: Alteintragung (Aktualisierung vorgesehen) - Schutzumfang: Alteintragung (Aktualisierung vorgesehen) - Denkmaltyp: Bauliche Anlage | BW                               |
| 12760 Wikidata | Schlossinsel (54° 30′ 42″ N, 9° 32′ 28″ O)                  | Schlossinsel                                                          | Alteintragung (Aktualisierung vorgesehen) - Begründung: Alteintragung (Aktualisierung vorgesehen) - Schutzumfang: Alteintragung (Aktualisierung vorgesehen) - Denkmaltyp: Bauliche Anlage | weitere Fotos \| Fotos hochladen |
| 12761 Wikidata | Schlossinsel (54° 30′ 38″ N, 9° 32′ 37″ O)                  | Burggraben                                                            | Alteintragung (Aktualisierung vorgesehen) - Begründung: Alteintragung (Aktualisierung vorgesehen) - Schutzumfang: Alteintragung (Aktualisierung vorgesehen) - Denkmaltyp: Bauliche Anlage | weitere Fotos \| Fotos hochladen |
| 12862 Wikidata | Schlossinsel (54° 30′ 39″ N, 9° 32′ 31″ O)                  | Kapp-Putsch-Denkmal                                                   | Alteintragung (Aktualisierung vorgesehen) - Begründung: Alteintragung (Aktualisierung vorgesehen) - Schutzumfang: Alteintragung (Aktualisierung vorgesehen) - Denkmaltyp: Bauliche Anlage | BW                               |
| 1202 Wikidata  | Schlossinsel 1 (54° 30′ 42″ N, 9° 32′ 30″ O)                | Schloss Gottorf                                                       | Alteintragung (Aktualisierung vorgesehen) - Begründung: geschichtlich, wissenschaftlich, künstlerisch - Schutzumfang: Alteintragung (Aktualisierung vorgesehen) - Denkmaltyp: Bauliche Anlage | weitere Fotos \| Fotos hochladen |
| 12763 Wikidata | Schlossinsel 2 (54° 30′ 40″ N, 9° 32′ 29″ O)                | Wachhaus                                                              | Alteintragung (Aktualisierung vorgesehen) - Begründung: Alteintragung (Aktualisierung vorgesehen) - Schutzumfang: Alteintragung (Aktualisierung vorgesehen) - Denkmaltyp: Bauliche Anlage | weitere Fotos \| Fotos hochladen |
| 12764 Wikidata | Schlossinsel 3 (54° 30′ 40″ N, 9° 32′ 29″ O)                | Arresthaus                                                            | Alteintragung (Aktualisierung vorgesehen) - Begründung: Alteintragung (Aktualisierung vorgesehen) - Schutzumfang: Alteintragung (Aktualisierung vorgesehen) - Denkmaltyp: Bauliche Anlage | weitere Fotos \| Fotos hochladen |
| 12765 Wikidata | Schlossinsel 4 (54° 30′ 39″ N, 9° 32′ 25″ O)                | ehem. Stabsgebäude                                                    | Alteintragung (Aktualisierung vorgesehen) - Begründung: Alteintragung (Aktualisierung vorgesehen) - Schutzumfang: Alteintragung (Aktualisierung vorgesehen) - Denkmaltyp: Bauliche Anlage | weitere Fotos \| Fotos hochladen |
| 12767 Wikidata | Schlossinsel 5 (54° 30′ 38″ N, 9° 32′ 22″ O)                | Wohnhaus auf der Südwestbastion                                       | Alteintragung (Aktualisierung vorgesehen) - Begründung: Alteintragung (Aktualisierung vorgesehen) - Schutzumfang: Alteintragung (Aktualisierung vorgesehen) - Denkmaltyp: Bauliche Anlage | weitere Fotos \| Fotos hochladen |
| 12766 Wikidata | Schlossinsel 5 (54° 30′ 37″ N, 9° 32′ 22″ O)                | Eiskeller                                                             | Alteintragung (Aktualisierung vorgesehen) - Begründung: Alteintragung (Aktualisierung vorgesehen) - Schutzumfang: Alteintragung (Aktualisierung vorgesehen) - Denkmaltyp: Bauliche Anlage | BW                               |
| 12762 Wikidata | Schlossinsel 6 (54° 30′ 42″ N, 9° 32′ 23″ O)                | Nydamhalle                                                            | Alteintragung (Aktualisierung vorgesehen) - Begründung: Alteintragung (Aktualisierung vorgesehen) - Schutzumfang: Alteintragung (Aktualisierung vorgesehen) - Denkmaltyp: Bauliche Anlage | weitere Fotos \| Fotos hochladen |
| 12774 Wikidata | Schlossinsel 15 (54° 30′ 46″ N, 9° 32′ 30″ O)               | ehem. Waffenschmiede                                                  | Alteintragung (Aktualisierung vorgesehen) - Begründung: Alteintragung (Aktualisierung vorgesehen) - Schutzumfang: Alteintragung (Aktualisierung vorgesehen) - Denkmaltyp: Bauliche Anlage | BW                               |
| 12772 Wikidata | Schlossinsel 16 (54° 30′ 47″ N, 9° 32′ 33″ O)               | ehem. Stallgebäude (Haus 16)                                          | Alteintragung (Aktualisierung vorgesehen) - Begründung: Alteintragung (Aktualisierung vorgesehen) - Schutzumfang: Alteintragung (Aktualisierung vorgesehen) - Denkmaltyp: Bauliche Anlage | BW                               |
| 12768 Wikidata | Schlossinsel 17 (54° 30′ 46″ N, 9° 32′ 34″ O)               | ehem. Stallgebäude (Haus 17)                                          | Alteintragung (Aktualisierung vorgesehen) - Begründung: Alteintragung (Aktualisierung vorgesehen) - Schutzumfang: Alteintragung (Aktualisierung vorgesehen) - Denkmaltyp: Bauliche Anlage | BW                               |
| 12769 Wikidata | Schlossinsel 18 (54° 30′ 43″ N, 9° 32′ 35″ O)               | Kreuzstall (Haus 18)                                                  | Alteintragung (Aktualisierung vorgesehen) - Begründung: Alteintragung (Aktualisierung vorgesehen) - Schutzumfang: Alteintragung (Aktualisierung vorgesehen) - Denkmaltyp: Bauliche Anlage | Fotos hochladen                  |
| 12770 Wikidata | Schlossinsel 19 (54° 30′ 40″ N, 9° 32′ 36″ O)               | ehem. Stallgebäude (Haus 19)                                          | Alteintragung (Aktualisierung vorgesehen) - Begründung: Alteintragung (Aktualisierung vorgesehen) - Schutzumfang: Alteintragung (Aktualisierung vorgesehen) - Denkmaltyp: Bauliche Anlage | BW                               |
| 12771 Wikidata | Schlossinsel 20 (54° 30′ 44″ N, 9° 32′ 37″ O)               | ehem. Stallgebäude (Haus 20)                                          | Alteintragung (Aktualisierung vorgesehen) - Begründung: Alteintragung (Aktualisierung vorgesehen) - Schutzumfang: Alteintragung (Aktualisierung vorgesehen) - Denkmaltyp: Bauliche Anlage | BW                               |
| 12773 Wikidata | Schlossinsel 22 (54° 30′ 40″ N, 9° 32′ 37″ O)               | ehem. Latrinengebäude                                                 | Alteintragung (Aktualisierung vorgesehen) - Begründung: Alteintragung (Aktualisierung vorgesehen) - Schutzumfang: Alteintragung (Aktualisierung vorgesehen) - Denkmaltyp: Bauliche Anlage | BW                               |
| 30083 Wikidata | Schwarzer Weg 2 (54° 31′ 0″ N, 9° 33′ 54″ O)                | Ehem. Geltinghof                                                      | Alteintragung (Aktualisierung vorgesehen) - Begründung: Alteintragung (Aktualisierung vorgesehen) - Schutzumfang: Alteintragung (Aktualisierung vorgesehen) - Denkmaltyp: Bauliche Anlage | BW                               |
| 10661 Wikidata | St.-Jürgener-Straße (54° 31′ 27″ N, 9° 34′ 6″ O)            | LKH Stadtfeld: ehem. Frauen-Haupthaus (Haus 12)                       | Alteintragung (Aktualisierung vorgesehen) - Begründung: Alteintragung (Aktualisierung vorgesehen) - Schutzumfang: Alteintragung (Aktualisierung vorgesehen) - Denkmaltyp: Bauliche Anlage | BW                               |
| 10662 Wikidata | St.-Jürgener-Straße 11 (54° 31′ 29″ N, 9° 34′ 6″ O)         | LKH Stadtfeld: ehem. Frauen-Nebenhaus (Haus 11)                       | Alteintragung (Aktualisierung vorgesehen) - Begründung: Alteintragung (Aktualisierung vorgesehen) - Schutzumfang: Alteintragung (Aktualisierung vorgesehen) - Denkmaltyp: Bauliche Anlage | BW                               |
| 9551 Wikidata  | Stadtweg 21 – 21a (54° 30′ 59″ N, 9° 33′ 54″ O)             | ehem. Geltinghof                                                      | Alteintragung (Aktualisierung vorgesehen) - Begründung: Alteintragung (Aktualisierung vorgesehen) - Schutzumfang: Alteintragung (Aktualisierung vorgesehen) - Denkmaltyp: Bauliche Anlage | BW                               |
| 3737 Wikidata  | Stadtweg 57 (54° 30′ 57″ N, 9° 33′ 33″ O)                   | Präsidentenkloster                                                    | Alteintragung (Aktualisierung vorgesehen) - Begründung: geschichtlich, künstlerisch - Schutzumfang: Alteintragung (Aktualisierung vorgesehen) - Denkmaltyp: Bauliche Anlage | weitere Fotos \| Fotos hochladen |
| 3739 Wikidata  | Stadtweg 93 (54° 30′ 54″ N, 9° 33′ 24″ O)                   | Wohn- und Geschäftshaus                                               | Alteintragung (Aktualisierung vorgesehen) - Begründung: geschichtlich, städtebaulich - Schutzumfang: Alteintragung (Aktualisierung vorgesehen) - Denkmaltyp: Bauliche Anlage | weitere Fotos \| Fotos hochladen |
| 13267 Wikidata | Stampfmühle (54° 31′ 2″ N, 9° 32′ 13″ O)                    | Waldhotel                                                             | Alteintragung (Aktualisierung vorgesehen) - Begründung: künstlerisch, städtebaulich - Schutzumfang: gesamtes Objekt - Denkmaltyp: Bauliche Anlage | BW                               |
| 10653          | Suadicanistraße 26 (54° 31′ 5″ N, 9° 32′ 59″ O)             | Finanzamt                                                             | Finanzamt; 1936/37; zweigeschossiger winkelförmiger Backsteinbreitbau mit pfannengedecktem Walmdach, seitlicher fünfachsiger Risalit mit Eingangsportal und Reichsadler-Keramik sowie Backsteinzierband in spätexpressionistischen Formen, Nebeneingang im Westen ebenfalls mit bauzeitlicher Oberlichttür, darüber übergiebelter Erker auf gestufter Konsolzone, umlaufend breiter Trauffries - Begründung: geschichtlich, künstlerisch, städtebaulich - Schutzumfang: gesamtes Objekt - Denkmaltyp: Bauliche Anlage | BW                               |
| 3740 Wikidata  | Süderdomstraße 1 (54° 30′ 48″ N, 9° 34′ 14″ O)              | Marienhospital                                                        | Das heutige städtische Altersheim diente seit Ende des 18. Jahrhunderts zur Versorgung von alten und sozial schwachen Menschen; Alteintragung (Aktualisierung vorgesehen) - Begründung: geschichtlich, städtebaulich - Schutzumfang: gesamtes Äußeres - Denkmaltyp: Bauliche Anlage | Fotos hochladen                  |
| 2848 Wikidata  | Süderdomstraße 2 (54° 30′ 49″ N, 9° 34′ 10″ O)              | Dom St. Petri mit Ausstattung                                         | Im Jahr 1134 erschlugen die Mitglieder einer Schleswiger Kaufmannsgilde im St. Petri-Dom den dänischen König Niels. Dieser Nachricht verdanken wir die erste schriftliche Erwähnung des Schleswiger Doms. Dieser erste Kirchenbau am heutigen Standort war als dreischiffige romanische Basilika angelegt. Mit dem Abschluss des heute noch erhaltenen romanischen Querschiffs um das Jahr 1200 sind die letzten gesicherten Bauarbeiten an der romanischen Basilika dokumentiert. Als Baumaterial wurden Granit, Tuffstein aus dem Rheingebiet und Backstein verwendet. Alteintragung (Aktualisierung vorgesehen) - Begründung: geschichtlich, künstlerisch, städtebaulich - Schutzumfang: Alteintragung (Aktualisierung vorgesehen) - Denkmaltyp: Bauliche Anlage, Sachgesamtheit: Dom St. Petri | weitere Fotos \| Fotos hochladen |
| 22429 Wikidata | Süderdomstraße 2 (54° 30′ 48″ N, 9° 34′ 12″ O)              | Schwahl                                                               | Der dreiflügelige Kreuzgang, der sich an der Nordseite des Kirchenschiffes befindet, wurde 1310 bis 1320 aus Backstein gebaut. Er wird der Schwahl (dänisch: Svalen) genannt. Dieser Name bedeutet im Dänisch-Niederdeutschen etwa „halboffener Gang außerhalb eines Hauskörpers“. Es handelt sich um einen Prozessionsgang, der aus der Kirche heraus- und wieder in die Kirche hineinführt. Alteintragung (Aktualisierung vorgesehen) - Begründung: geschichtlich, künstlerisch, städtebaulich - Schutzumfang: Alteintragung (Aktualisierung vorgesehen) - Denkmaltyp: Bauliche Anlage, Sachgesamtheit: Dom St. Petri | weitere Fotos \| Fotos hochladen |
| 9395 Wikidata  | Süderdomstraße 4 (54° 30′ 47″ N, 9° 34′ 6″ O)               | ehem. Waisenhausschule                                                | ehem. Waisenhausschule; 1842, W. F. Meyer; zweigeschossiger gelber Backsteinbau unter Halbwalmdach, regelmäßig gegliederte Fassade mit rustizierten Fensterlaibungen - Schutzumfang: gesamtes Äußeres - Begründung: Geschichtlich, Künstlerisch, Städtebaulich - Denkmaltyp: Bauliche Anlage | Fotos hochladen                  |
| 9396 Wikidata  | Süderdomstraße 7 (54° 30′ 48″ N, 9° 34′ 11″ O)              | ehem. Kantorwohnhaus                                                  | Alteintragung (Aktualisierung vorgesehen) - Begründung: geschichtlich, städtebaulich - Schutzumfang: gesamtes Objekt - Denkmaltyp: Bauliche Anlage | Fotos hochladen                  |
| 9397 Wikidata  | Süderdomstraße 9 (54° 30′ 48″ N, 9° 34′ 11″ O)              | ehem. Diakonenwohnhaus                                                | Alteintragung (Aktualisierung vorgesehen) - Begründung: geschichtlich, städtebaulich - Schutzumfang: gesamtes Objekt - Denkmaltyp: Bauliche Anlage | Fotos hochladen                  |
| 9398 Wikidata  | Süderdomstraße 11 (54° 30′ 48″ N, 9° 34′ 10″ O)             | ehem. Küsterhaus                                                      | Alteintragung (Aktualisierung vorgesehen) - Begründung: geschichtlich, städtebaulich - Schutzumfang: Alteintragung (Aktualisierung vorgesehen) - Denkmaltyp: Bauliche Anlage, Sachgesamtheit: Dom St. Petri | Fotos hochladen                  |
| 9399 Wikidata  | Süderdomstraße 13 (54° 30′ 47″ N, 9° 34′ 9″ O)              | ehem. Organistenhaus                                                  | Alteintragung (Aktualisierung vorgesehen) - Begründung: geschichtlich, städtebaulich - Schutzumfang: Alteintragung (Aktualisierung vorgesehen) - Denkmaltyp: Bauliche Anlage, Sachgesamtheit: Dom St. Petri | Fotos hochladen                  |
| 3741 Wikidata  | Süderdomstraße 15–15a (54° 30′ 47″ N, 9° 34′ 7″ O)          | ehem. Hattenhof (Landesbauamt)                                        | Alteintragung (Aktualisierung vorgesehen) - Begründung: geschichtlich, städtebaulich - Schutzumfang: gesamtes Objekt - Denkmaltyp: Bauliche Anlage | Fotos hochladen                  |
| 38549 Wikidata | Süderholmstraße 2 (54° 30′ 47″ N, 9° 34′ 25″ O)             | Wohnhaus                                                              | Wohnhaus; Ende 18./Anfang 19. Jh.; eingeschossiger Putzbau mit Satteldach, traufständig, Ziergiebel nach Norden - Begründung: geschichtlich, städtebaulich - Schutzumfang: gesamtes Objekt - Denkmaltyp: Bauliche Anlage | Fotos hochladen                  |
| 3742 Wikidata  | Süderholmstraße 14 (54° 30′ 45″ N, 9° 34′ 26″ O)            | Wohnhaus                                                              | Alteintragung (Aktualisierung vorgesehen) - Begründung: geschichtlich, städtebaulich - Schutzumfang: gesamtes Äußeres - Denkmaltyp: Bauliche Anlage | weitere Fotos \| Fotos hochladen |
| 30543 Wikidata | Süderholmstraße 15 (54° 30′ 47″ N, 9° 34′ 8″ O)             | Wohn- und Geschäftshaus                                               | Wohn- und Geschäftshaus; Anfang 19. Jh.; breit gelagertes Eckgebäude, eingeschossig mit Halbwalmdach, dreiachsiges Zwerchhaus an Südseite - Begründung: geschichtlich, städtebaulich - Schutzumfang: gesamtes Objekt - Denkmaltyp: Bauliche Anlage | Fotos hochladen                  |
| 3744 Wikidata  | Süderholmstraße 17 (54° 30′ 46″ N, 9° 34′ 28″ O)            | Wohnhaus                                                              | Alteintragung (Aktualisierung vorgesehen) - Begründung: geschichtlich, städtebaulich - Schutzumfang: gesamtes Äußeres - Denkmaltyp: Bauliche Anlage | weitere Fotos \| Fotos hochladen |
| 3745 Wikidata  | Süderholmstraße 18 (54° 30′ 45″ N, 9° 34′ 26″ O)            | Wohnhaus                                                              | Wohnhaus; 18./19. Jh.; eingeschossiger Fachwerkbau mit Satteldach, giebelständig, Front in geschlämmtem Backstein erneuert - Begründung: geschichtlich, städtebaulich - Schutzumfang: gesamtes Äußeres - Denkmaltyp: Bauliche Anlage | weitere Fotos \| Fotos hochladen |
| 3746 Wikidata  | Süderholmstraße 20 (54° 30′ 45″ N, 9° 34′ 26″ O)            | Wohnhaus                                                              | Alteintragung (Aktualisierung vorgesehen) - Begründung: geschichtlich, städtebaulich - Schutzumfang: gesamtes Äußeres - Denkmaltyp: Bauliche Anlage | weitere Fotos \| Fotos hochladen |
| 3747 Wikidata  | Süderholmstraße 22 (54° 30′ 45″ N, 9° 34′ 26″ O)            | Wohnhaus                                                              | Wohnhaus; 18./19. Jh.; eingeschossiges Giebelhaus mit Satteldach - Begründung: geschichtlich, städtebaulich - Schutzumfang: gesamtes Äußeres - Denkmaltyp: Bauliche Anlage | weitere Fotos \| Fotos hochladen |
| 3748 Wikidata  | Süderholmstraße 24 (54° 30′ 44″ N, 9° 34′ 27″ O)            | Wohnhaus                                                              | Wohnhaus; 18./19. Jh.; eingeschossiger Fachwerkbau mit Satteldach, giebelständig, Front in gelbem Backstein ersetzt - Begründung: geschichtlich, städtebaulich - Schutzumfang: gesamtes Äußeres - Denkmaltyp: Bauliche Anlage | weitere Fotos \| Fotos hochladen |
| 3749 Wikidata  | Süderholmstraße 26 (54° 30′ 44″ N, 9° 34′ 27″ O)            | Wohnhaus                                                              | Alteintragung (Aktualisierung vorgesehen) - Begründung: geschichtlich, städtebaulich - Schutzumfang: gesamtes Äußeres - Denkmaltyp: Bauliche Anlage | weitere Fotos \| Fotos hochladen |
| 3750 Wikidata  | Süderholmstraße 28 (54° 30′ 44″ N, 9° 34′ 27″ O)            | Wohnhaus                                                              | Alteintragung (Aktualisierung vorgesehen) - Begründung: geschichtlich, städtebaulich - Schutzumfang: gesamtes Äußeres - Denkmaltyp: Bauliche Anlage | weitere Fotos \| Fotos hochladen |
| 3751 Wikidata  | Süderholmstraße 30 (54° 30′ 44″ N, 9° 34′ 27″ O)            | Wohnhaus                                                              | Alteintragung (Aktualisierung vorgesehen) - Begründung: geschichtlich, städtebaulich - Schutzumfang: gesamtes Äußeres - Denkmaltyp: Bauliche Anlage | weitere Fotos \| Fotos hochladen |
| 3752 Wikidata  | Süderholmstraße 32 (54° 30′ 44″ N, 9° 34′ 28″ O)            | Wohnhaus                                                              | Wohnhaus; 18./19. Jh.; eingeschossiges Traufenhaus mit Satteldach, geschlämmte Backsteinfassade mit polygonaler Auslucht - Begründung: geschichtlich, städtebaulich - Schutzumfang: gesamtes Äußeres - Denkmaltyp: Bauliche Anlage | weitere Fotos \| Fotos hochladen |
| 3753 Wikidata  | Süderholmstraße 34 (54° 30′ 44″ N, 9° 34′ 29″ O)            | Wohnhaus                                                              | Alteintragung (Aktualisierung vorgesehen) - Begründung: geschichtlich, städtebaulich - Schutzumfang: Alteintragung (Aktualisierung vorgesehen) - Denkmaltyp: Bauliche Anlage | weitere Fotos \| Fotos hochladen |
| 3754 Wikidata  | Süderholmstraße 36 (54° 30′ 44″ N, 9° 34′ 29″ O)            | Wohnhaus                                                              | Alteintragung - Begründung: geschichtlich, städtebaulich - Schutzumfang: gesamtes Äußeres - Denkmaltyp: Bauliche Anlage | weitere Fotos \| Fotos hochladen |
| 3755 Wikidata  | Süderholmstraße 38 (54° 30′ 44″ N, 9° 34′ 29″ O)            | Wohnhaus                                                              | Alteintragung - Begründung: geschichtlich, städtebaulich - Schutzumfang: gesamtes Äußeres - Denkmaltyp: Bauliche Anlage | weitere Fotos \| Fotos hochladen |
| 3756 Wikidata  | Süderholmstraße 40 (54° 30′ 44″ N, 9° 34′ 30″ O)            | Wohnhaus                                                              | Wohnhaus; 18./19. Jh.; eingeschossiges Backstein-Traufenhaus mit Satteldach, Fassade verputzt, breite polygonale Auslucht rechtsseitig, zweiflüglige Haustür mit Oberlicht 19. Jh. - Begründung: geschichtlich, städtebaulich - Schutzumfang: gesamtes Äußeres - Denkmaltyp: Bauliche Anlage | weitere Fotos \| Fotos hochladen |
| 3758 Wikidata  | Süderholmstraße 44 (54° 30′ 44″ N, 9° 34′ 30″ O)            | Wohnhaus                                                              | Alteintragung (Aktualisierung vorgesehen) - Begründung: geschichtlich, städtebaulich - Schutzumfang: gesamtes Äußeres - Denkmaltyp: Bauliche Anlage | weitere Fotos \| Fotos hochladen |
| 13054 Wikidata | Süderholmstraße 52 (54° 30′ 43″ N, 9° 34′ 34″ O)            | Wohnhaus                                                              | Wohnhaus; 18./19. Jh.; eingeschossiger Fachwerkbau mit Satteldach, Giebelständig, Auslucht in Backstein, Giebeldreieck verbrettert - Begründung: geschichtlich, städtebaulich - Schutzumfang: gesamtes Objekt - Denkmaltyp: Bauliche Anlage | Fotos hochladen                  |
| 13053 Wikidata | Süderholmstraße 54 (54° 30′ 43″ N, 9° 34′ 34″ O)            | Wohnhaus                                                              | Wohnhaus; 18./19. Jh.; eingeschossiger Fachwerkbau mit Satteldach, giebelständig, Auslucht in Backstein, Giebeldreieck verbrettert - Begründung: geschichtlich, städtebaulich - Schutzumfang: gesamtes Objekt - Denkmaltyp: Bauliche Anlage | Fotos hochladen                  |
| 13055 Wikidata | Süderholmstraße 72 (54° 30′ 45″ N, 9° 34′ 29″ O)            | Friedhofskapelle                                                      | Friedhofskapelle; 1876; geschlämmter Backsteinbau auf etwa quadratischem Grundriss, Pyramidendach mit oktogonaler Laterne, übergiebeltem Portalvorbau und abgesetztem Rechteckchor mit dreifachem Bogenfenster - Begründung: geschichtlich, künstlerisch, städtebaulich - Schutzumfang: gesamtes Objekt - Denkmaltyp: Bauliche Anlage | weitere Fotos \| Fotos hochladen |

## Teile von baulichen Anlagen
| Objekt-ID      | Lage                                                | Offizielle Bezeichnung            | Beschreibung | Bild |
| -------------- | --------------------------------------------------- | --------------------------------- | --- | ---- |
| 3689 Wikidata  | Flensburger Straße 7 (54° 30′ 53″ N, 9° 32′ 45″ O)  | Wandmalereizyklus im Sitzungssaal | Wandmalereizyklus im Sitzungssaal; 1926, Maler Kay H. Nebel; Seccomalerei mit Ölfarben, 14 Szenen aus dem zeitgenössischen Angler Leben und Landschaftsdarstellungen - Begründung: geschichtlich, künstlerisch - Schutzumfang: gesamtes Objekt - Denkmaltyp: Teil einer baulichen Anlage, Sachgesamtheit: Kreishaus mit Ausstattung                             | BW   |
| 53275 Wikidata | Schleidörfer Straße 5 (54° 31′ 51″ N, 9° 34′ 41″ O) | Wandbild                          | Wandbild; 1961, Künstler Ernst Günter Hansing; großformatiges Wandbild mit abstrakten geometrischen Formen im Duktus der frühen Nachkriegszeit mit Künstlersignatur „E.G.H.“ - Begründung: geschichtlich, künstlerisch - Schutzumfang: Wandbild, - Denkmaltyp: Teil einer baulichen Anlage, Sachgesamtheit: ehem. Butterwerk                                    | BW   |
| 55455          | Schleidörfer Straße 5 (54° 31′ 51″ N, 9° 34′ 41″ O) | Mosaik                            | Mosaik; 1961, Künstler Ernst Günter Hansing; großformatiges buntes Keramik-Mosaik auf schwarzem Grund mit abstrakten geometrischen Formen im Duktus der frühen Nachkriegszeit, Künstlersignatur „E.G. HANSING 61“ - Begründung: geschichtlich, künstlerisch - Schutzumfang: Mosaik, - Denkmaltyp: Teil einer baulichen Anlage, Sachgesamtheit: ehem. Butterwerk | BW   |

## Gründenkmale
| Objekt-ID      | Lage                                                   | Offizielle Bezeichnung                               | Beschreibung | Bild                             |
| -------------- | ------------------------------------------------------ | ---------------------------------------------------- | --- | -------------------------------- |
| 9611 Wikidata  | Am St. Johanniskloster (54° 30′ 42″ N, 9° 34′ 44″ O)   | Kloster St. Johannis: Gartenanlagen                  | Alteintragung (Aktualisierung vorgesehen) - Begründung: geschichtlich, wissenschaftlich, künstlerisch, städtebaulich - Schutzumfang: gesamtes Objekt - Denkmaltyp: Gründenkmal | Fotos hochladen                  |
| 26453 Wikidata | Am St. Johanniskloster (54° 30′ 43″ N, 9° 34′ 44″ O)   | Kloster St. Johannis: Klosterkirchhof                | Alteintragung (Aktualisierung vorgesehen) - Begründung: geschichtlich, wissenschaftlich, künstlerisch - Schutzumfang: Kloster St. Johannis: Klosterkirchhof, Grabmal Caroline Johannsen, Grabmal Marie W. v. Crieyen, Grabmal (namenlos), Grab/Gedenktafel C. G. Bellmann, Grabmal Familie Lentz, Grabmal Luise v. Eyben, Grabmal Charlotte v. Bülow, Grabmal Christian Koyen, Grabkreuz einer Priörin, Grabmal Fritz Frhr. v. Liliencron - Denkmaltyp: Gründenkmal | weitere Fotos \| Fotos hochladen |
| 39651 Wikidata | Am St. Johanniskloster (54° 30′ 43″ N, 9° 34′ 40″ O)   | Lindenallee                                          | Alteintragung (Aktualisierung vorgesehen) - Begründung: geschichtlich, Kulturlandschaft prägend - Schutzumfang: gesamtes Objekt - Denkmaltyp: Gründenkmal | Fotos hochladen                  |
| 12717 Wikidata | Am St. Johanniskloster 4 (54° 30′ 43″ N, 9° 34′ 41″ O) | Kloster St. Johannis: Probstengarten mit Bibelgarten | Alteintragung (Aktualisierung vorgesehen) - Begründung: geschichtlich, städtebaulich - Schutzumfang: gesamtes Objekt - Denkmaltyp: Gründenkmal | weitere Fotos \| Fotos hochladen |
| 9514 Wikidata  | Flensburger Straße (54° 31′ 14″ N, 9° 32′ 37″ O)       | Garnisonsfriedhof im Neuwerkgarten                   | Alteintragung (Aktualisierung vorgesehen) - Begründung: geschichtlich, künstlerisch, städtebaulich - Schutzumfang: gesamtes Objekt - Denkmaltyp: Gründenkmal | weitere Fotos \| Fotos hochladen |
| 13276 Wikidata | Husumer Baum 4a (54° 30′ 5″ N, 9° 32′ 36″ O)           | Kirchhof                                             | Alteintragung (Aktualisierung vorgesehen) - Begründung: geschichtlich, Kulturlandschaft prägend - Schutzumfang: Kirchhof, Grabmale bis 1870, Granit(-böschungs)-mauern - Denkmaltyp: Gründenkmal, Sachgesamtheit: Dreifaltigkeitskirche | Fotos hochladen                  |
| 10968 Wikidata | Paulihof 1 (54° 31′ 16″ N, 9° 32′ 8″ O)                | Park                                                 | Alteintragung (Aktualisierung vorgesehen) - Begründung: geschichtlich, Kulturlandschaft prägend - Schutzumfang: gesamtes Objekt - Denkmaltyp: Gründenkmal | BW                               |
| 19954 Wikidata | Paulihof 1 (54° 31′ 21″ N, 9° 32′ 8″ O)                | Lindenallee                                          | Alteintragung (Aktualisierung vorgesehen) - Begründung: geschichtlich, Kulturlandschaft prägend - Schutzumfang: gesamtes Objekt - Denkmaltyp: Gründenkmal | BW                               |
| 1205 Wikidata  | Schlossallee (54° 31′ 1″ N, 9° 32′ 30″ O)              | Neuwerkgarten                                        | Alteintragung (Aktualisierung vorgesehen) - Begründung: geschichtlich, künstlerisch, städtebaulich - Schutzumfang: Neuwerkgarten, Herkulesgruppe im Neuwerkgarten, fünf Terrassen, Oberste Terrasse, ehem. Fischteiche östlich der Königsallee, sechs Sandsteinvasen am Brunnen, schmiedeeisernes Haupttor, umlaufender Steinwall mit Hainbuchenhecke, Inschrifttafel in der Kapelle - Denkmaltyp: Gründenkmal | weitere Fotos \| Fotos hochladen |
| 29468 Wikidata | Schlossallee (54° 30′ 46″ N, 9° 32′ 29″ O)             | Königsallee                                          | Alteintragung (Aktualisierung vorgesehen) - Begründung: geschichtlich, Kulturlandschaft prägend - Schutzumfang: gesamtes Objekt - Denkmaltyp: Gründenkmal | BW                               |
| 29476 Wikidata | Schlossallee (54° 31′ 4″ N, 9° 32′ 25″ O)              | Globusgarten                                         | Alteintragung (Aktualisierung vorgesehen) - Begründung: geschichtlich, künstlerisch, Kulturlandschaft prägend - Schutzumfang: Globusgarten, Globusgartenmauer - Denkmaltyp: Gründenkmal | BW                               |
| 29478 Wikidata | Schlossallee (54° 30′ 52″ N, 9° 32′ 29″ O)             | Lindenallee auf der obersten Terrasse (Paulihof)     | Alteintragung (Aktualisierung vorgesehen) - Begründung: geschichtlich, städtebaulich - Schutzumfang: gesamtes Objekt - Denkmaltyp: Gründenkmal | BW                               |
| 29482 Wikidata | Schlossallee (54° 30′ 58″ N, 9° 32′ 30″ O)             | Alteichenreihe                                       | Alteintragung (Aktualisierung vorgesehen) - Begründung: geschichtlich, Kulturlandschaft prägend - Schutzumfang: gesamtes Objekt - Denkmaltyp: Gründenkmal | BW                               |
| 3683 Wikidata  | Stadtfeld (54° 31′ 14″ N, 9° 33′ 53″ O)                | Alter Friedhof auf dem Stadtfeld                     | Alteintragung (Aktualisierung vorgesehen) - Begründung: geschichtlich, städtebaulich - Schutzumfang: Alter Friedhof auf dem Stadtfeld, Erdwall mit Feldsteinböschungsmauer, Lindenkranz, Wegekreuz, Grabmal Valandt 1723, Grabmal Hoffmann 1837, Grabmal Starck 1848, Grabmal Tranberg 1839, Grabmal Schmidt 1776, Grabmal Kiobge 1837, Grabmal Frys 1835, Grabmal Suadicani 1824, Grabmal Lavrenz 18.6., Grabmal Tychsen 1825/1827, Grabmal Nielsen 1814, Grabmal Schärffe 1826/1830, Grabmal Jensen 1827/1829, Grabmal Owesen 1845, Grabmal Hahnn 1698, Grabmal Kissen 1831, Grabmal Zimmermann 1815, Grabmal Lundt 1810 | Fotos hochladen                  |
| 26448 Wikidata | Süderdomstraße 2 (54° 30′ 48″ N, 9° 34′ 7″ O)          | Kirchhof                                             | Alteintragung (Aktualisierung vorgesehen) - Begründung: geschichtlich, Kulturlandschaft prägend - Schutzumfang: Kirchhof, Fürstengruft, Granit(-böschungs)-mauer, Lindenkranz - Denkmaltyp: Gründenkmal, Sachgesamtheit: Dom St. Petri | Fotos hochladen                  |
| 9599 Wikidata  | Süderholmstraße 72 (54° 30′ 45″ N, 9° 34′ 27″ O)       | Holmer Friedhof                                      | Friedhof; auf 17. Jh. zurückgehend; rundliches, unregelmäßiges Viereck bildendes Areal, angerartiger Mittelpunkt der Fischersiedlung Holm - Begründung: geschichtlich, künstlerisch, städtebaulich - Schutzumfang: Holmer Friedhof, Lindenkranz, Gittereinfassung - Denkmaltyp: Gründenkmal | weitere Fotos \| Fotos hochladen |

## Bewegliche Kulturdenkmale
| Objekt-ID | Lage | Offizielle Bezeichnung | Beschreibung | Bild                                    |
| --------- | ---- | ---------------------- | --- | --------------------------------------- |
| 51308     | ()   | Dampfwalze             | Dampfwalze, Baujahr 1942; Dreirad-Dampf-Straßenwalze des Herstellers Zettelmeyer, Typ CV, Baunummer 730; zwei Zylinder, 28 PS, bis 1962 bei dem Flensburger Baugeschäft Johs. Köster oHG im Einsatz | Direkt Bild zu diesem Denkmal hochladen |

## Abgegangene und ehemalige Kulturdenkmale
Aufgeführt sind Gebäude, die aus unterschiedlichen Gründen mittlerweile nicht mehr vorhanden sind (zum Beispiel Abbruch, Brand).
| Objekt-ID      | Lage                                              | Offizielle Bezeichnung                   | Beschreibung | Bild                             |
| -------------- | ------------------------------------------------- | ---------------------------------------- | --- | -------------------------------- |
|                | Fischbrückstraße 14 (54° 30′ 48″ N, 9° 34′ 23″ O) | Wohnhaus                                 | Mehrfach umgebauter, zweigeschossiger Backsteinbau mit Fachwerkteilen, im Kern 16. Jh. 2009 abgebrochen und durch einen wesentlich höheren Neubau ersetzt, der sich aufgrund seiner Abmessungen nur unzureichend in das bauliche Umfeld einfügt.                   | BW                               |
| 3705 Wikidata  | Gallberg 11 (54° 31′ 3″ N, 9° 34′ 10″ O)          | Gaststätte                               | Zweigeschossiger Fachwerkbau des 18. Jh. mit Backsteinfassade und Schweifgiebel. Aufgrund von Bauschäden im Februar 2019 abgebrochen | weitere Fotos \| Fotos hochladen |
| 38847 Wikidata | Lollfuß 81 (54° 30′ 46″ N, 9° 32′ 55″ O)          | Wohn- und Geschäftshaus                  | | BW                               |
| 39306 Wikidata | Lollfuß 77–81a (54° 30′ 46″ N, 9° 32′ 56″ O)      | Baugruppe von Wohn- und Geschäftshäusern | Mi. 18. bis E. 19. Jh.; überwiegend zweigeschossige Bauten in Traufstellung mit verputzten Fassaden und mit Sattel- bzw. Mansarddächern, Nr. 81 im Kern Fachwerkbau des 18. Jhs. mit umfangreichem bauzeitlichen Details                                           | BW                               |
|                | Rathausmarkt 17 (54° 30′ 51″ N, 9° 34′ 13″ O)     | Wohnhaus                                 | Zweigeschossiges Backstein-Traufenhaus mit Eckpilastern, im Kern wohl 18. Jahrhundert. 1928 abgebrannt und anschließend wiederaufgebaut. Durch ein Großfeuer am 27. Januar 2010 erheblich beschädigt. Abbruch am 18. August 2010. 2011 durch einen Neubau ersetzt. | BW                               |

## Quelle
- Liste der Kulturdenkmale in Schleswig-Holstein – Kreis Schleswig-Flensburg